# Liste der Kulturdenkmale in Zschopau

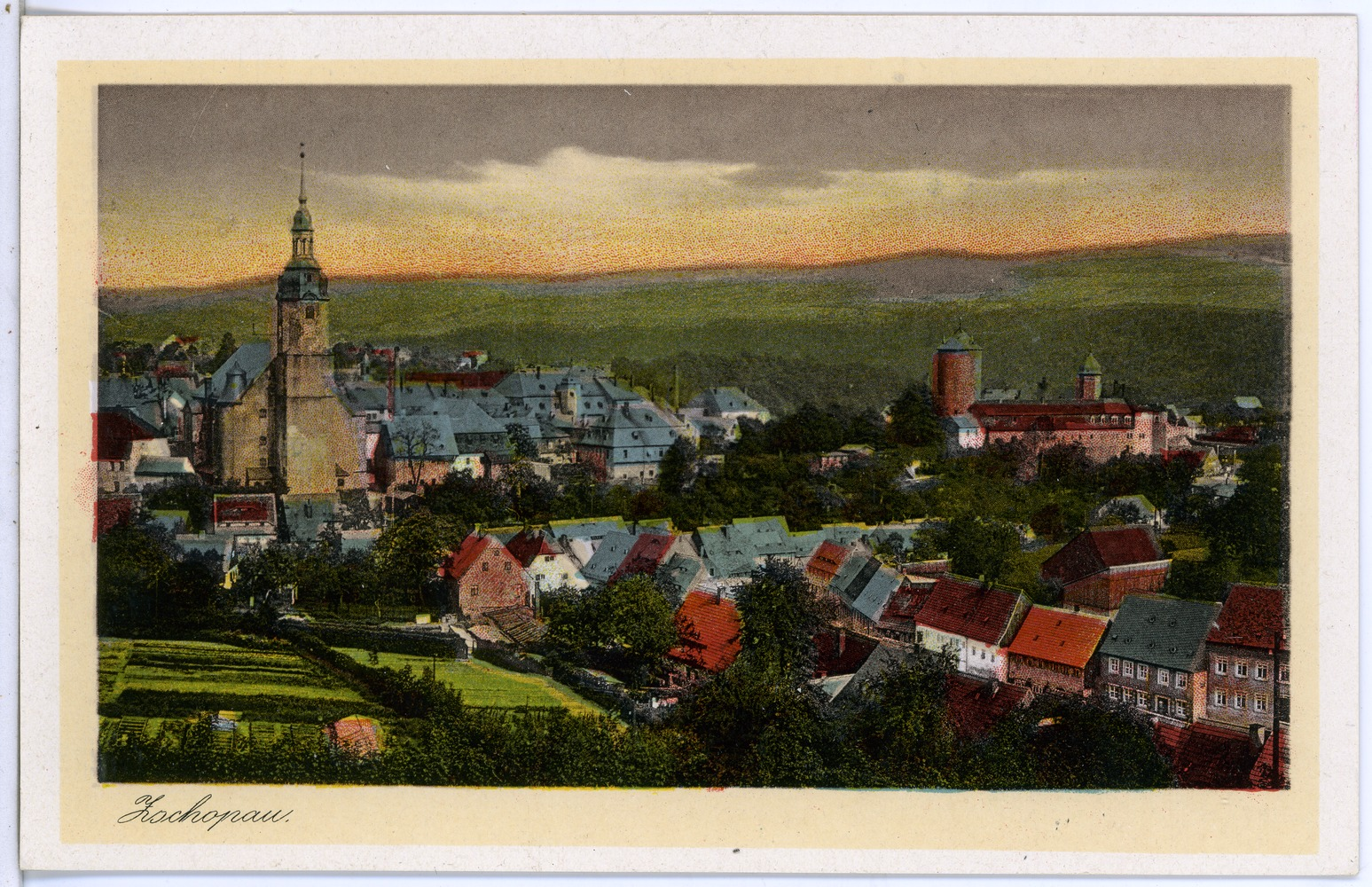
Blick auf Zschopau 1926

Die Liste der Kulturdenkmale in Zschopau enthält die Kulturdenkmale in Zschopau.
Diese Liste ist eine Teilliste der Liste der Kulturdenkmale in Sachsen.

## Legende
- Bild: Bild des Kulturdenkmals, ggf. zusätzlich mit einem Link zu weiteren Fotos des Kulturdenkmals im Medienarchiv Wikimedia Commons. Wenn man auf das Kamerasymbol klickt, können Fotos zu Kulturdenkmalen aus dieser Liste hochgeladen werden:
- Bezeichnung: Denkmalgeschützte Objekte und ggf. Bauwerksname des Kulturdenkmals
- Lage: Straßenname und Hausnummer oder Flurstücknummer des Kulturdenkmals. Die Grundsortierung der Liste erfolgt nach dieser Adresse. Der Link (Karte) führt zu verschiedenen Kartendiensten mit der Position des Kulturdenkmals. Fehlt dieser Link, wurden die Koordinaten noch nicht eingetragen. Sind diese bekannt, können sie über ein Tool mit einer Kartenansicht einfach nachgetragen werden. In dieser Kartenansicht sind Kulturdenkmale ohne Koordinaten mit einem roten bzw. orangen Marker dargestellt und können durch Verschieben auf die richtige Position in der Karte mit Koordinaten versehen werden. Kulturdenkmale ohne Bild sind an einem blauen bzw. roten Marker erkennbar.
- Datierung: Baubeginn, Fertigstellung, Datum der Erstnennung oder grobe zeitliche Einordnung entsprechend des Eintrags in der sächsischen Denkmaldatenbank
- Beschreibung: Kurzcharakteristik des Kulturdenkmals entsprechend des Eintrags in der sächsischen Denkmaldatenbank, ggf. ergänzt durch die dort nur selten veröffentlichten Erfassungstexte oder zusätzliche Informationen
- ID: Vom Landesamt für Denkmalpflege Sachsen vergebene, das Kulturdenkmal eindeutig identifizierende Objekt-Nummer. Der Link führt zum PDF-Denkmaldokument des Landesamtes für Denkmalpflege Sachsen. Bei ehemaligen Kulturdenkmalen können die Objektnummern unbekannt sein und deshalb fehlen bzw. die Links von aus der Datenbank entfernten Objektnummern ins Leere führen. Ein ggf. vorhandenes Icon  führt zu den Angaben des Kulturdenkmals bei Wikidata.

## Zschopau
| Bild                                    | Bezeichnung | Lage                                                    | Datierung                                            | Beschreibung | ID       |
| --------------------------------------- | --- | ------------------------------------------------------- | ---------------------------------------------------- | --- | -------- |
|                                         | Denkmalschutzgebiet Historische Altstadt Zschopau (Satzung vom 23. Mai 2001) | (Karte)                                                 |                                                      | | 09246023 |
|                                         | Friedhof Zschopau, Friedhofskirche mit acht Grabmalen und Bildstock an der äußeren Kirchenwand, Leichenhalle, sechs Grabmale auf dem Friedhof, Friedhofseinfriedung mit Friedhofstor an der Alten Marienberger Straße und Stützmauer unterhalb des Friedhofs | Alte Marienberger Straße (Karte)                        | 1822 (Friedhofskirche)                               | Mehrfach erweiterter Stadtfriedhof auf unregelmäßiger Grundfläche, zentrales Wegekreuz mit Alleebepflanzung, schlichter klassizistischer Kapellenbau mit hohem Dachreiter und mehrere bemerkenswerte Grabmale von großer ortsgeschichtlicher, künstlerischer sowie landschaftsprägender Bedeutung. Sachgesamtheit mit folgenden Einzeldenkmalen: (siehe auch Einzeldenkmale gleiche Anschrift – Obj. 09301412) sowie gärtnerische Friedhofsgestaltung mit Lindenalleen entlang der Hauptwege (Gartendenkmal) und der Friedhof als Sachgesamtheitsteil. - Kapelle: Rechteckiger Baukörper, Rundbogenfenster, schiefergedecktes Walmdach, kurzer Anbau mit Schopfwalmdach, an den Mauern der Kapelle Grabplastik vom älteren Stadtfriedhof aufgestellt, - Aufbahrungshalle: Schlichtes Gebäude in der Achse der Hauptallee, Segmentbogenportal, - Grabmale: - Grabstätte der Familie Bodemer (an der Mittelachse), - Grabmal der Familie Bodemer (an der Mittelachse), - Säulenstumpf auf Steinsockel (bezeichnet „1818“, an der Querallee), - Neugotisches Grabmal (vor der Kapelle), - Sockel mit Buch, Feder und Kreuz (neben der Kapelle). | 08961673 |
| Direkt Bild zu diesem Denkmal hochladen | Meilenstein, zum Kilometerstein umgearbeitet | Alte Marienberger Straße                                |                                                      | | 09300720 |
|                                         | Friedhofskirche mit acht Grabmalen und Bildstock an der äußeren Kirchenwand, Leichenhalle, sechs Grabmale auf dem Friedhof, Friedhofseinfriedung mit Friedhofstor an der Alten Marienberger Straße sowie Stützmauer unterhalb des Friedhofs                  | Alte Marienberger Straße (Karte)                        | 1812                                                 | Kleine Saalkirche mit hohem Dachreiter, baugeschichtlich und ortsgeschichtlich von Bedeutung, mehrere bemerkenswerte Grabmale von großer ortsgeschichtlicher und künstlerischer Bedeutung. Einzeldenkmale der oben genannten Sachgesamtheit (siehe auch Sachgesamtheit gleiche Anschrift – Obj. 08961673). Kirche: rechteckiger Baukörper, Rundbogenfenster, schiefergedecktes Walmdach, kurzer Anbau mit Schopfwalmdach, an den Mauern der Kapelle Grabplastik vom älteren Stadtfriedhof aufgestellt, aufgehendes Mauerwerk aus Natursteinen, Anbauten rückwärtig aus Ziegeln, Dachreiter schiefergedeckt, im Inneren evtl. steinerner Kruzifix von 1626 (nach Information aus dem Jahr 1977 siehe Literaturangaben), 40 cm hoch, vermutlich Original der Reliefdarstellung „Zschap mei Gees“, ursprünglicher Standort auf der Zschopaubrücke. (diese Angaben prüfen!) Aufbahrungshalle: schlichtes Gebäude in der Achse der Hauptallee, Segmentbogenportal. Grabmale: Grabmal der Familie Johann Georg Bodemer (1842–1916) (an der Mittelachse), Grabstätte der Familie Bodemer (an der Mittelachse), Säulenstumpf auf Steinsockel (bezeichnet 1818, an der Querallee), neugotisches Grabmal (vor der Kapelle), Sockel mit Buch, Feder und Kreuz (neben der Kapelle), sieben barocke Grabmale und ein klassizistisches Grabmal an der äußeren Kirchenwand (18. Jh. und 1833): ein Grabmal für sechs jüdische Frauen, die als Zwangsarbeiterinnen 1945 in Zschopau ums Leben kamen Bildstock: Sandsteinstele mit aufgesetztem Bildstock mit Darstellung des Gekreuzigten. | 09301412 |
| Direkt Bild zu diesem Denkmal hochladen | Ehemaliges Siechenhaus (heute Wohnhaus) und Remisengebäude | Alte Marienberger Straße (Karte)                        | 1. Hälfte 19. Jahrhundert (Siechenhaus)              | Markante Gebäudegruppe am Eingang zum Friedhof in Funktionseinheit mit diesem, baugeschichtlich und ortsgeschichtlich von Bedeutung. - Siechenhaus: Zweigeschossiger Mauerwerksbau, verputzt, Porphyrgewände, Portal mit geradem Abschluss und vorkragender Verdachung, neun Achsen breit, Walmdach mit breitem Aufbau (möglicherweise verändert), - Remise (für Leichenwagen): Mauerwerksbau, hohes Satteldach, straßenseitig beeinträchtigt durch zwei Toreinbrüche. | 08961674 |
| Direkt Bild zu diesem Denkmal hochladen | Ehemaliges Zollhaus in halboffener Bebauung und Ecklage | Alte Marienberger Straße 1 (Karte)                      | Anfang 19. Jahrhundert                               | Historisch bemerkenswerter, weitgehend original erhaltener Bau, entstanden im Zusammenhang mit der Zschopaubrücke, diente der Erhebung des Brückenzolls, baugeschichtlich und ortsgeschichtlich von Bedeutung. Zweigeschossiger Mauerwerksbau, vier oder fünf Achsen breit, drei historische Ladenfenster stehen vermutlich im Zusammenhang mit der Ursprungsfunktion. | 08961738 |
| Weitere Bilder                          | Ehemaliges Wohnhaus (heute Rathaus) mit vorgelagerter Freitreppe und rückwärtigen Nebengebäuden | Altmarkt 2 (Karte)                                      | ab 1561 (Palais)                                     | Barockes Wohnhaus des Landjägermeisters Cornelius von Rüxleben, seit 1849 Sitz der Stadtverwaltung, alter herrschaftlicher Wohnbau mit aufwändigem Renaissanceportal und mächtigem Mansarddach mit Schopfwalm, prägender Bau für den Altmarkt, baugeschichtlich, hausgeschichtlich und ortsgeschichtlich von Bedeutung. Zweigeschossig auf hohem Sockelgeschoss, neun Achsen breit, Porphyrportal mit ionischen Pilastern, Architrav mit vegetabilem Schmuck, Aufsatz mit Stadtwappen zwischen Putten, historische Keller, rückwärtig hofumschließende Nebengebäude, ein- und zweigeschossig, überwiegend Mansarddächer, bezeichnet „1750“ (Wiederaufbau nach Stadtbrand), 1937 überformt. | 08961349 |
| Direkt Bild zu diesem Denkmal hochladen | Wohnhaus in halboffener Bebauung in Ecklage | Altmarkt 4 (Karte)                                      | 2. Hälfte 18. Jahrhundert                            | Stattlicher barocker Wohnbau mit Mansardwalmdach in markanter Lage am Übergang vom Altmarkt zum Schlossberg. Zweigeschossiger Mauerwerksbau, verputzt, fünf Achsen breit, vier Achsen tief, Porphyrgewände, vier doppelachsige Dachhäuschen, historischer Keller. | 08961478 |
| Direkt Bild zu diesem Denkmal hochladen | Wohnhaus in geschlossener Bebauung | Altmarkt 6 (Karte)                                      | 2. Hälfte 18. Jahrhundert                            | Barocker Wohnbau mit hohem Mansardwalmdach, qualitätvolle gründerzeitliche Überformung, baugeschichtlich und platzbildprägend von Bedeutung. Zweigeschossiger Mauerwerksbau, verputzt, seitliche Tordurchfahrt mit Stichbogenportal und Schlussstein, drei Dacherker mit flacher Dreiecksverdachung, der mittige mit Pilastergliederung, Ladeneinbau im Erdgeschoss, historische Keller. | 08961351 |
|                                         | Postgebäude | Altmarkt 8 (Karte)                                      | bezeichnet 1908                                      | Anspruchsvoll gestalteter Putzbau in Neorenaissance- und Jugendstilformen, baugeschichtlich und platzbildprägend von Bedeutung. Dreigeschossiger Putzbau, gliedernde Elemente in Sandstein, Mittenbetonung durch Erker und breiten Dacherker mit geschweiftem Abschluss, linksseitig Tordurchfahrt. | 08961352 |
| Direkt Bild zu diesem Denkmal hochladen | Baumwollspinnerei Oehme (ehem.): Hauptgebäude mit Anbau, Maschinenraum und Schornstein sowie Wohngebäude einer Spinnerei einschließlich Brücke über den Mühlgraben und Ausfluss des Mühlgrabens in die Zschopau                                              | Am Zweigwerkufer (Karte)                                | 1826 (Spinnerei); 1830–1831 (Wohnhaus)               | bemerkenswerte, historisch gewachsene Industrieanlage, eine der frühen Gewerbegründungen in der Stadt, Gründungsphase vertreten durch das in wesentlichen Teilen erhaltene Wohngebäude, Expansionsphase durch das breitgelagerte, viergeschossige Hauptgebäude, baugeschichtlich und technikgeschichtlich von Bedeutung | 08961751 |
| Direkt Bild zu diesem Denkmal hochladen | Schmuckplatz | An den Anlagen (Karte)                                  | nach 1886                                            | Einzige öffentliche Parkanlage im historischen Altstadtbereich der Stadt Zschopau von stadtgeschichtlicher und gartenkünstlerischer Bedeutung. Großzügige Grünanlage, nach Deutsch-Französischem Krieg angelegt, Teile des Großgrüns sowie Wegeführung erhalten. | 09301413 |
| Direkt Bild zu diesem Denkmal hochladen | Stadtmauer | An den Anlagen 1; 3; 5; 7; 9; 11; 13; 15; 17 (Karte)    | 1495                                                 | Spätmittelalterliche Befestigung der Stadt Zschopau, teilweise als aufgehendes Mauerwerk erhalten, teilweise in jüngere Bausubstanz einbezogen, siehe auch unter An der Kirche 4 und 5, Brühl 1–23, Ludwig-Würkert-Straße 1–11 und Schillerplatz 4–10, baugeschichtlich und stadtgeschichtlich von Bedeutung. Einzeldenkmal oben genannter Sachgesamtheit (siehe auch Sachgesamtheitsdokument für Obj. 09306353, gleiche Anschrift) | 08961943 |
| Direkt Bild zu diesem Denkmal hochladen | Sachgesamtheit Stadtmauer | An den Anlagen 1; 3; 5; 7; 9; 11; 13; 15; 17 (Karte)    |                                                      | Sachgesamtheit mit folgenden Einzeldenkmalen: - An den Anlagen 1, 3, 5, 7, 9, 11, 13, 15, 17 – Obj. 08961943, - An der Kirche 4, 5 – Obj. 08961944, - Brühl 1, 3, 5, 7, 9, 11, 13, 15, 17, 19, 21, 23 – Obj. 08961945, - Ludwig-Würkert-Straße 1, 3, 5, 7, 9, 11 – Obj. 08961948, - Schillerplatz 4, 6, 8, 10 – Obj. 08961951. | 09306353 |
| Weitere Bilder                          | Schule | An den Anlagen 19 (Karte)                               | 1886–1888                                            | Repräsentativer, den Platz „An den Anlagen“ beherrschender Schulbau, Risalitgliederung, qualitätvoll vereinfachende Umgestaltung der 1950er Jahre, original erhaltene, von dorischen Säulen und Pfeilern getragene Eingangshalle, baugeschichtlich und ortsgeschichtlich von Bedeutung. Dreigeschossiger Putzbau auf rustiziertem Sockel, zweifarbige Putzgliederung, dreiachsiger Mittelrisalit mit Rundbogenfenstern im zweiten Obergeschoss, kräftiges Dachgesims, über Eck gestellter Dachreiter der 1950er Jahre. | 08961481 |
|                                         | Wohnhaus in halboffener Bebauung in Ecklage | An der Kirche 1 (Karte)                                 | um 1750                                              | Stattlicher spätbarocker Wohnbau mit mächtigem Mansardwalmdach und zahlreichen, in drei Ebenen angeordneten Dachhäuschen, vermittelt städtebaulich zwischen Neumarkt und Platz An der Kirche, baugeschichtlich und ortsentwicklungsgeschichtlich von Bedeutung. Zweigeschossiger Mauerwerksbau, verputzt, Ladeneinbau am Neumarkt, vier Achsen am Neumarkt, acht plus vier Achsen an der Kirche, Kastenfenster, beim Umbau Fenstergewände im Erdgeschoss ausgetauscht, historische Keller, hohes schiefergedecktes Mansarddach mit stehenden Dachfenstern, zirka 40 mal 50 cm große Steintafel mit der Inschrift: „A.C.E.“ (1977 vorhanden und beschrieben), im Inneren Gewölbe. | 08961332 |
| Direkt Bild zu diesem Denkmal hochladen | Wohnhaus mit Seitenflügel in halboffener Bebauung und Ecklage | An der Kirche 2 (Karte)                                 | 2. Hälfte 18. Jahrhundert, Kern womöglich älter      | Stattlicher barocker Wohnbau mit mächtigem Schopfwalmdach in markanter städtebaulicher Position am Chor der Stadtkirche, baugeschichtlich und ortsentwicklungsgeschichtlich von Bedeutung. Zweigeschossiger Mauerwerksbau, verputzt, zwei Dachhäuschen, dazugehöriges Rückgebäude mit Pultdach, historische Keller. | 08961355 |
| Direkt Bild zu diesem Denkmal hochladen | Wohnhaus und winkliges Nebengebäude in offener Bebauung | An der Kirche 3 (Karte)                                 | 2. Hälfte 18. Jahrhundert                            | Beeindruckende platzbildende Gebäudegruppe in Nachbarschaft zur Kirche, charakteristische Dachlandschaft, baugeschichtlich und platzbildprägend von Bedeutung. Zweigeschossig, Hauptbau zur Kirche hin dreigeschossig, Mauerwerksbauten, verputzt, Fassaden überformt, im Erdgeschoss zwei Garageneinbauten, Haupthaus besitzt hohes ziegelgedecktes Mansardwalmdach, das L-förmig angebaute Nebengebäude ein hohes, teilweise überformtes Schopfwalmdach, teilweise Kastenfenster (1998). | 08961470 |
| Direkt Bild zu diesem Denkmal hochladen | Denkmal für die Gefallenen des Ersten Weltkrieges | An der Kirche 3 (Karte)                                 | Nach 1918                                            | Ortsgeschichtlich von Bedeutung | 09307466 |
| Direkt Bild zu diesem Denkmal hochladen | Ehemaliges Diakonat (heute Wohnhaus) in halboffener Bebauung und Wagenremise | An der Kirche 4                                         | 2. Hälfte 18. Jahrhundert                            | Stattlicher barocker Wohnbau in Nachbarschaft zur Kirche, mächtiges Mansardwalmdach, baugeschichtlich und ortsgeschichtlich von Bedeutung. Zweigeschossiger Mauerwerksbau, verputzt, sieben Achsen breit, teilweise Porphyrgewände, Stichbogenportal mit Schlussstein, seitlich angebaute Wagenremise der 1930er Jahre mit Originaltür und -tor. | 08961471 |
| Direkt Bild zu diesem Denkmal hochladen | Stadtmauer | An der Kirche 4; 5 (Karte)                              | 1495                                                 | Spätmittelalterliche Befestigung der Stadt Zschopau, teilweise als aufgehendes Mauerwerk erhalten, teilweise in jüngere Bausubstanz einbezogen, (siehe auch unter An den Anlagen 1–17, Brühl 1–23, Ludwig-Würkert-Straße 1–11 und Schillerplatz 4–10,) baugeschichtlich und stadtgeschichtlich von Bedeutung. Einzeldenkmal o. g. Sachgesamtheit (siehe auch Sachgesamtheitsdokument fpr Obj. 09306353, An den Anlagen 1–17). | 08961944 |
| Weitere Bilder                          | Kirche | An der Kirche 5 (Karte)                                 | nach 1494                                            | Barocke Saalkirche mit umlaufenden dreigeschossigen Emporen, Oertel-Orgel und spätem Kanzelaltar, Umfassungsmauer der Vorgängerbauten, baugeschichtlich, künstlerisch und ortsbildprägend von Bedeutung. Dem spätgotischen, nach 1634 wiederaufgebauten Kirchenbau mit Spitzbogenfenstern und Strebepfeilern um 1751 barocke Treppenhäuser sowie Logenanbauten vorgelegt, Porphyrgewände, Stichbögen mit Schlussstein, im Turm frühbarockes Portal mit Fruchtgehängen sowie Spitzbogenfenster, achteckiges Glockengeschoss mit geschwungener, mehrfach abgestufter Haube, nördlich runder Treppenturm des 17. Jahrhunderts mit Glockendach und spätgotischen Fenstergewänden, innen dreiseitige Emporenanlage. | 08961472 |
| Direkt Bild zu diesem Denkmal hochladen | Fabrik | Auenstraße 2 (Karte)                                    | um 1910                                              | Qualitätvoller, sehr regelmäßig gegliederter Fabrikbau, eine der ehemals für die Zschopauer Industrie typischen Strumpffabriken, baugeschichtlich und ortsgeschichtlich von Bedeutung. Dreigeschossiger Putzbau auf Schiefersockel, Produktionssäle dreischiffig auf runden Stützen, zehn breite Fensterachsen mit Gesimsgliederung, Stirnseite mit klassizisierender Pilastergliederung und knapper Attika. | 08961484 |
| Direkt Bild zu diesem Denkmal hochladen | Kraftwagenhalle der Post mit Dienstwohnungen | Auenstraße 4 (Karte)                                    | 1930er Jahre                                         | Aufgrund seiner Größe und seines guten Erhaltungszustands bemerkenswerter traditionalistischer Bau mit markantem Dachreiter, dreizehn originale Einfahrtstore, wichtiges verkehrs-, transport- und kommunikationsgeschichtliches Zeugnis. Breitgelagerter Putzbau mit hohem, schiefergedecktem Satteldach und dreizehn Toren, davon abgewinkelt Bauteil mit Dienstwohnungen, Originalfenster, Fensterläden. | 08961344 |
| Weitere Bilder                          | Empfangsgebäude, Bahnsteigüberdachung, Treppeneinhausung und Güterabfertigung des Bahnhofs Zschopau | Bahnhofstraße 212 (Karte)                               | um 1865                                              | Gut erhaltenes spätklassizistisches Bahnhofsgebäude sowie traditionalistischer Bau für Güterabfertigung mit markanten biedermeierlichen Motiven, Bahnhof verdankt seine Lage der benachbarten Bodemerschen Spinnerei, baugeschichtlich, eisenbahngeschichtlich und technikgeschichtlich von Bedeutung. - Empfangsgebäude: Zweieinhalbgeschossiger Putzbau, flach geneigtes, weit überstehendes Satteldach, Mittelrisalit geht in Dacherker über, Segmentbogenfenster, - Güterabfertigung: Zweigeschossiger Putzbau mit Walmdach, Portal mit vorkragender Verdachung und Zahnschnitt, Originaltür. | 08961661 |
|                                         | Wohnhaus in halboffener Bebauung in Ecklage | Bergstraße 2 (Karte)                                    | 18. Jahrhundert, Kern womöglich älter                | Stattlicher barocker Wohnbau mit imponierendem Schopfwalmdach in prominenter städtebaulicher Situation, baugeschichtlich und straßenbildprägend von Bedeutung. Zweigeschossiger Bruchsteinmauerwerksbau, vier Achsen breit und fünf Achsen tief, Porphyrgewände, breite Schleppluke, Kastenfenster, hohes Krüppelwalmdach, teilunterkellert, Keller mit Kappengewölbe, im Gebäude teilweise Rahmenfüllungstüren erhalten. | 08961403 |
| Direkt Bild zu diesem Denkmal hochladen | Wohnhaus in geschlossener Bebauung | Bergstraße 14 (Karte)                                   | um 1800                                              | Charakteristischer vorstädtischer Wohnbau mit hoch aufragendem Satteldach, baugeschichtlich und ortsentwicklungsgeschichtlich von Bedeutung. Zweigeschossiger Mauerwerksbau, verputzt, fünf Achsen breit, Porphyrgewände, Portal mit vorkragender Verdachung, im Erdgeschoss Kastenfenster und Fensterläden, Pfannendeckung, keine Dachaufbauten. | 08961424 |
| Direkt Bild zu diesem Denkmal hochladen | Wohnhaus in geschlossener Bebauung | Bergstraße 16 (Karte)                                   | um 1750                                              | Norstädtischer Wohnbau, hohes Satteldach, baugeschichtlich und ortsentwicklungsgeschichtlich von Bedeutung. Zweigeschossig, im Erdgeschoss Porphyrgewände mit doppelter Hohlkehle und Abfasung, Holzfenster, Portal überformt, Tür 19. Jahrhundert, im Obergeschoss möglicherweise unter Putz Fachwerk, Kastenfenster, Fensterläden, keine Dachaufbauten, im Innern: Fensterlaibungen mit Korbbögen abschließend, im Erdgeschoss eine Rahmenfüllungstür und ehemalige Räucherkammer erhalten, Kehlbalkendach mit liegendem Stuhl, im Dachgeschoss alte Brettertüren mit originalen Bändern. | 08961425 |
| Direkt Bild zu diesem Denkmal hochladen | Wohnhaus in offener Bebauung | Bergstraße 33 (Karte)                                   | um 1800                                              | Charakteristischer vorstädtischer Wohnbau, Stichbogenportal mit Schlussstein, baugeschichtlich und ortsentwicklungsgeschichtlich von Bedeutung. Zweigeschossiger Mauerwerksbau, verputzt, sechs Achsen breit, Porphyrgewände, hohes Satteldach mit Biberschwanzdeckung, keine Dachaufbauten (1998). | 08961427 |
| Direkt Bild zu diesem Denkmal hochladen | Bodemersiedlung: sieben Mehrfamilienhäuser | Bodemersiedlung 1; 2; 3; 4; 5; 6; 7 (Karte)             | 1920er Jahre                                         | Werksiedlung der Bodemerschen Spinnerei, einheitlich ausgeführte, traditionalistisch gestaltete Werksiedlung in privilegierter Position über der Zschopau mit baugeschichtlicher Bedeutung, stadtgeschichtlich bedeutsam als Zeugnis des Wirkens der Industriellenfamilie Bodemer. Einzeldenkmale der Sachgesamtheit (siehe auch Sachgesamtheitsdokument für Obj. 09306232). Sieben frei stehende Mehrfamilienwohnhäuser, zweigeschossige Putzbauten auf Schiefersockel, Obergeschoss kunstschiefer- oder holzverkleidet, Schopfwalmdächer mit Dachhäuschen, Anlage wird bereichert durch wirkungsvoll gestaltete Häuschen mit Schuppen der Mieter. | 08961667 |
| Direkt Bild zu diesem Denkmal hochladen | Sachgesamtheit Bodemersiedlung | Bodemersiedlung 1; 2; 3; 4; 5; 6; 7 (Karte)             |                                                      | Sachgesamtheit mit folgenden Einzeldenkmalen: - Sieben Mehrfamilienhäuser (siehe Einzeldenkmale 08961667) - Sowie Schuppen, Vorgärten, Mietergärten und Wäschetrockenplätze als Sachgesamtheitsteile. | 09306232 |
| Direkt Bild zu diesem Denkmal hochladen | Stadtmauer | Brühl 1; 3; 5; 7; 9; 11; 13; 15; 17; 19; 21; 23 (Karte) | 1495                                                 | Spätmittelalterliche Befestigung der Stadt Zschopau, teilweise als aufgehendes Mauerwerk erhalten, teilweise in jüngere Bausubstanz einbezogen, siehe auch unter An den Anlagen 1–17, An der Kirche 4, 5 und Ludwig-Würkert-Straße 1–11, baugeschichtlich und stadtgeschichtlich von Bedeutung. Einzeldenkmal o. g. Sachgesamtheit (siehe auch Sachgesamtheitsdokument für Obj. 09306353, An den Anlagen 1–17). | 08961945 |
| Direkt Bild zu diesem Denkmal hochladen | Wohnhaus in geschlossener Bebauung | Brühl 3 (Karte)                                         | 2. Hälfte 18. Jahrhundert                            | Schlichter barocker Wohnbau mit mächtigem Mansarddach, Stichbogenportal mit Schlussstein, baugeschichtlich von Bedeutung. Zweigeschossiger Mauerwerksbau, verputzt, sieben Achsen breit, zurückhaltender Ladeneinbau. | 08961377 |
| Direkt Bild zu diesem Denkmal hochladen | Wohnhaus in geschlossener Bebauung | Brühl 11 (Karte)                                        | um 1800                                              | Charakteristischer Wohnbau mit Satteldach, markantes Portal mit Stichbogen, Schlussstein und Zahnschnitt, Gewölbe im Erdgeschoss, baugeschichtlich von Bedeutung. Zweigeschossiger Mauerwerksbau, verputzt, fünf Achsen breit, Erdgeschoss zurückhaltend überformt, keine Dachaufbauten (1998). | 08961459 |
| Weitere Bilder                          | Kursächsische Distanzsäule Zschopau | Chemnitzer Gasse (Karte)                                | 1727                                                 | Nachbildung (2009) einer Kursächsischen Distanzsäule von 1727 als Bestandteil der Sachgesamtheit Kursächsischer Postmeilensäulen. Das originale Wappen befindet sich im Zschopauer Museum. | 09307197 |
| Direkt Bild zu diesem Denkmal hochladen | Wohnhaus in offener Bebauung | Chemnitzer Gasse 5 (Karte)                              | um 1700                                              | Aufgrund seines Alters, im Inneren erhaltener Holzdecke und rückwärtiger Holzloggia im Obergeschoss einer der wertvollsten Wohnbauten in Zschopau, rückseitig Fachwerk in Erd- und Obergeschoss, baugeschichtlich und hausgeschichtlich von Bedeutung. Zweigeschossiger Mauerwerksbau, verputzt, hohes Satteldach, fünf Achsen breit, Stichbogenportal mit Schlussstein, Giebel holzverschalt, rückwärtig zweigeschossiger Anbau, in der Stube Deckenbalken mit Schiffchenkehlen und diagonalen Einschubbrettern, einfach stehender Dachstuhl. | 08961416 |
| Direkt Bild zu diesem Denkmal hochladen | Wohnhaus in geschlossener Bebauung | Chemnitzer Gasse 6 (Karte)                              | 1. Drittel 19. Jahrhundert                           | Kleiner vorstädtischer Wohnbau mit charakteristischem Satteldach, markante Lage in Sichtachse des Neuen Wegs, baugeschichtlich von Bedeutung. Zweigeschossiger Mauerwerksbau, verputzt, vier Achsen breit, Portal mit Zahnschnitt und vorkragender Verdachung, zwei Dachhechte. | 08961423 |
| Direkt Bild zu diesem Denkmal hochladen | Wohnhaus in geschlossener Bebauung | Chemnitzer Gasse 14 (Karte)                             | um 1800                                              | Charakteristischer vorstädtischer Wohnbau mit hohem Satteldach und markantem Portal, baugeschichtlich von Bedeutung. Zweigeschossiger Mauerwerksbau, verputzt, sechs Achsen breit, Portal mit profilierter Rahmung und deutlich vorkragender Verdachung, Holzfenster, keine Dachaufbauten (1998). | 08961422 |
| Direkt Bild zu diesem Denkmal hochladen | Wohnhaus in halboffener Bebauung in Ecklage | Chemnitzer Straße 47 (Karte)                            | 18. Jahrhundert, Kern womöglich älter                | Bemerkenswerter barocker Wohnbau auf annähernd quadratischem Grundriss mit mächtigem Walmdach in markanter Lage am Ortseingang, baugeschichtlich und straßenbildprägend von Bedeutung. Zweigeschossiger Mauerwerksbau, verputzt, Porphyrgewände, sechs Achsen breit und sechs Achsen tief, Portal mit Stichbogen und Schlussstein, ein Korbbogenfenster, Schieferdeckung. | 08961415 |
| Direkt Bild zu diesem Denkmal hochladen | Mietshaus in halboffener Bebauung in Ecklage | Chemnitzer Straße 48 (Karte)                            | 1892                                                 | Qualitätvoller Mietsbau in markanter städtebaulicher Situation, baugeschichtlich und ortsentwicklungsgeschichtlich von Bedeutung. Zweigeschossig, Originalputz, im Erdgeschoss verloren, im Obergeschoss Klinkerverkleidung, turmartige Akzentuierung des Eckbereichs, Bekrönung verloren. | 08961482 |
| Direkt Bild zu diesem Denkmal hochladen | Wohnhaus in offener Bebauung | Chemnitzer Straße 61 (Karte)                            | um 1905                                              | Charakteristischer Wohnbau am Ortseingang, ländliche Formmotive, mehrfarbiger Klinker, bewegte Dachlandschaft, baugeschichtlich von Bedeutung. Zweigeschossig, Sockel Klinker verkleidet, Obergeschoss mit differenzierter Putzstruktur, markantes Treppenhausfenster, Originaltür, Zierfachwerk. | 08961462 |
| Direkt Bild zu diesem Denkmal hochladen | Wohnhaus in offener Bebauung | Chemnitzer Straße 62 (Karte)                            | um 1900                                              | Qualitätvoller Putzbau in markanter Position am Ortseingang, baugeschichtlich und straßenbildprägend von Bedeutung. Zweigeschossiger Putzbau, zwei mächtige Ziergiebel, Mittelrisalit mit analog gestaltetem Dacherker, Schmuckmotive in zweifarbigem Ziegel, Originaltür, Satteldach mit Schieferdeckung. | 08961672 |
|                                         | Frei aufgestelltes Terrakottarelief | Dr.-Wilhelm-Külz-Straße 2a (Karte)                      | um 1900                                              | Darstellung der das Kind anbetenden Muttergottes, ornamentale Rahmung mit Fruchtgehänge, darunter rahmen Füllhörner ein Wappen, künstlerisch von Bedeutung. Im Stil della Robbias, von der Industriellenfamilie Bodemer vermutlich in Italien erworben, unklar, ob es sich um ein Original oder um eine historisierende Nachbildung handelt. | 08961670 |
| Direkt Bild zu diesem Denkmal hochladen | Mietshaus in Ecklage und in offener Bebauung | Gabelsbergerstraße 1 (Karte)                            | um 1890                                              | Repräsentativer, städtebaulich bedeutsamer Bau in Klinker-Mischbauweise mit Eckerker, baugeschichtlich und ortsentwicklungsgeschichtlich von Bedeutung. Dreigeschossig, Erdgeschoss Putz, Obergeschoss Klinker, zweigeschossiger Eckerker, umlaufendes Gurtgesims, Sockel Naturstein, Haustür und Fenster original (1998). | 08961490 |
|                                         | Krankenhaus mit zuführender Allee, Stützmauer und Einfriedung | Gabelsbergerstraße 3 (Karte)                            | bezeichnet 1897                                      | Bedeutsamer, qualitätvoll gestalteter gründerzeitlicher Kommunalbau, baugeschichtlich und ortsgeschichtlich von Bedeutung. Zweigeschossig auf Porphyr verkleidetem Sockel, oranger Ziegelverblender, gliedernde Elemente in Werkstein, Risalitgliederung, Mansarddach, Stadtwappen, Originaltür, Beeinträchtigung durch zweigeschossigen Anbau auf stadtseitiger Flanke, mächtige Böschungsmauer begrenzt Grundstück zur Gabelsbergerstraße, Garten mit Teilen des originalen Baumbestands. | 08961679 |
| Direkt Bild zu diesem Denkmal hochladen | Badeanstalt mit Wohnhaus, Vorgarten und Einfriedung | Gabelsbergerstraße 10 (Karte)                           | um 1920                                              | Bemerkenswerter Kommunalbau, Inneres mit aufwändiger Kacheldekoration, Originalmöbel, baugeschichtlich, ortsgeschichtlich und sozialgeschichtlich von Bedeutung. Zweigeschossiger Putzbau, angefügt an vermutlich älteres, dann jedoch einheitlich mit dem Schwimmbad gestaltetes Wohnhaus, ausgebautes, schiefergedecktes Mansarddach, expressionistische Schmuckdetails, zwei Originaltüren, Inneres weitgehend unverändert (1998), originale Sitzbank im Eingangsbereich. | 08961678 |
| Direkt Bild zu diesem Denkmal hochladen | Gedenkstätte | Gartenstraße (Karte)                                    | 1976                                                 | Zirka 9 Meter lange und rund 1,50 Meter hohe Bretter geschalte Betonwand mit Aufschrift: „Ernst Thälmann ist niemals [gefallen]“, abgeschlossen links mit Kubus, daran Bronzerelief Thälmann von Berthold Dietz, rechts Flammenschale, geschichtliche Bedeutung als Monument der DDR-Gedenkkultur. | 09305626 |
| Direkt Bild zu diesem Denkmal hochladen | Wohnhaus in halboffener Bebauung in Ecklage | Gartenstraße 2 (Karte)                                  | 2. Hälfte 18. Jahrhundert                            | Stattlicher barocker Wohnbau mit mächtigem Schopfwalmdach in markanter städtebaulicher Lage, baugeschichtlich von Bedeutung. Zweigeschossiger Mauerwerksbau, verputzt, fünf Achsen breit, zurückhaltender Ladeneinbau, Schieferdeckung, zwei Dachhäuschen. | 08961388 |
| Direkt Bild zu diesem Denkmal hochladen | Schulgebäude mit Turnhalle und Garten einschließlich Terrassierungen und Stützmauern | Gartenstraße 5 (Karte)                                  | 1867–1869 (mittleres Lehrgebäude)                    | Repräsentative, landschaftsprägende Anlage, bestehend aus mittigem Hauptbau und zwei frei stehenden Seitengebäuden, baugeschichtlich und ortsgeschichtlich von Bedeutung. 1869–1928 Lehrerseminar, alle Gebäude dreigeschossige Putzbauten auf hohem Sockel, Seitengebäude sieben Achsen hoch, Hauptgebäude 17 Achsen breit, Risalitgliederung, Walmdächer mit bekrönenden Ziergittern, Garten: terrassierte Anlage im Bereich der ehemaligen Bleichgärten, als botanische Sammlung angelegt, obere Terrasse mit Steinpyramide (1920/1921) als Ehrenmal für die im Ersten Weltkrieg gefallenen Lehrer und Schüler des Seminars und sogenannter „Seminar-Eiche“ sowie Baumreihe aus ehemals geschnittenen Linden, auf der mittleren Terrasse Gewürzkräuter-Garten. | 08961479 |
| Direkt Bild zu diesem Denkmal hochladen | Mietshaus in halboffener Bebauung in Ecklage | Gartenstraße 6 (Karte)                                  | 1860                                                 | Repräsentativer spätklassizistischer Mietsbau in dominierender städtebaulicher Position am Ortseingang, baugeschichtlich und ortsgeschichtlich von Bedeutung. Dreigeschossiger Putzbau, Ecke polygonal, Pilastermotiv, Eckfenster durch gekuppelte Pilaster und Balkon betont, Keller Bruchsteinmauerwerk, aufgehendes Mauerwerk aus Ziegeln, verputzte Hohlbalkendecken im Inneren, im Erdgeschoss ansässiges Stadtcafé (1998). | 08961393 |
| Direkt Bild zu diesem Denkmal hochladen | Wohnhaus in halboffener Bebauung | Gartenstraße 7 (Karte)                                  | Ende 19. Jahrhundert                                 | Charakteristischer gründerzeitlicher Wohnbau, markanter Dacherker, baugeschichtlich und ortsentwicklungsgeschichtlich von Bedeutung. Zweigeschossiger Putzbau, sechs Achsen breit, Mittenbetonung durch Dacherker mit gekoppelten Rundbogenfenstern, Eingangstür und Durchfahrtstor original. | 08961480 |
| Direkt Bild zu diesem Denkmal hochladen | Wohnhaus in offener Bebauung | Gartenstraße 8 (Karte)                                  | 18. Jahrhundert, Kern womöglich älter                | Markanter vorstädtischer Wohnbau, markantes Mansarddach mit Halbwalm, Stichbogenportal mit Schlussstein, baugeschichtlich von Bedeutung. Zweigeschossiger Mauerwerksbau, verputzt, Porphyrgewände, keine Dachaufbauten (1998), alte Eingangstür. | 08961485 |
|                                         | Wohnhaus in geschlossener Bebauung | Gartenstraße 10 (Karte)                                 | um 1800                                              | Spätbarocker Wohnbau, städtebauliche Bedeutung als Teil einer geschlossenen Platzsituation am Brückenkopf, baugeschichtlich und straßenbildprägend von Bedeutung. Zweigeschossiger Mauerwerksbau, verputzt, Eingang mit Segmentbogen überformt, Satteldach. | 08961952 |
| Direkt Bild zu diesem Denkmal hochladen | Wohnhaus in halboffener Bebauung in Ecklage | Gartenstraße 11 (Karte)                                 | 2. Hälfte 18. Jahrhundert                            | Stattlicher barocker Wohnbau mit mächtigem Schopfwalmdach, zusammengehörig mit Gerbergasse 1, baugeschichtlich und straßenbildprägend von Bedeutung. Zweigeschossiger Mauerwerksbau, vier Achsen breit, fünf Achsen tief, Stichbogenportal, breite Schleppluke im Mansardgeschoss. | 08961498 |
|                                         | Wohnhaus in geschlossener Bebauung | Gartenstraße 12 (Karte)                                 | 2. Hälfte 18. Jahrhundert                            | Breit gelagerter barocker Wohnbau mit mächtigem Mansarddach, bedeutsam für das Ortsbild am Brückenkopf, baugeschichtlich und straßenbildprägend von Bedeutung. Zweigeschossiger Mauerwerksbau, neun Achsen breit, Porphyrgewände, Beeinträchtigung durch Ladeneinbau wird aufgewogen durch intaktes Dach (1998), sieben Dachhäuschen. | 08961483 |
| Direkt Bild zu diesem Denkmal hochladen | Wohnhaus in halboffener Bebauung | Gerbergasse 1 (Karte)                                   | 2. Hälfte 18. Jahrhundert                            | Stattlicher, aufgrund seiner Geschosszahl bemerkenswerter barocker Wohnbau, mächtiges Mansarddach mit Schopfwalm, zusammengehörig mit Gartenstraße 11, baugeschichtlich und ortsgeschichtlich von Bedeutung. Dreigeschossiger Mauerwerksbau, sieben Achsen breit, Porphyrgewände, Mansardgeschoss mit breiter Schleppluke. | 08961497 |
| Direkt Bild zu diesem Denkmal hochladen | Frei stehendes Wohnhaus | Hoffeld 6 (Karte)                                       | um 1800                                              | Stattlicher Wohnbau mit hohem Satteldach, Stichbogenportal mit Schlussstein, baugeschichtlich von Bedeutung. Zweigeschossiger Mauerwerksbau, verputzt, Porphyrgewände, sechs Achsen breit, im Erdgeschoss Fensterläden (1998), Dach herabgeschleppt durch rückwärtigen Anbau des 19. Jahrhunderts. | 08961668 |
| Direkt Bild zu diesem Denkmal hochladen | Bahnwärterhaus zwischen zwei Zschopaubrücken | In der Aue (Karte)                                      | letztes Drittel 19. Jahrhundert                      | Einfacher, unverändert erhaltener Funktionsbau zur Überwachung der Bahnlinie an den Zschopaubrücken, originales Glockengehäuse, Funktionszusammenhang mit Eisenbahnbrücken, eisenbahngeschichtlich von Bedeutung. Eineinhalbgeschossiger Putzbau auf Bruchsteinsockel, Zierband in Ziegel, Porphyrgewände, Kastenfenster (1998), vorkragendes Satteldach. | 08961748 |
|                                         | Eisenbahnbrücke über die Zschopau mit flankierender Böschungsmauer | In der Aue (Karte)                                      | um 1865                                              | In Bruchstein gemauerter Brückenbau, Pfeiler in Flussmitte trägt weit gespannte Segmentbögen, baugeschichtlich und technikgeschichtlich von Bedeutung. | 08961742 |
| Direkt Bild zu diesem Denkmal hochladen | Eisenbahnbrücke über die Zschopau mit flankierender Böschungsmauer | In der Kupferwaage (Karte)                              | um 1865 (erste Brücke)                               | Charakteristischer Umbau einer Segmentbogenbrücke unter Hinzufügung eines weiteren Pfeilers, das den Fluss überspannende Joch mit gekrümmtem Unterzug in Stahlfachwerk, baugeschichtlich und technikgeschichtlich von Bedeutung. Pfeiler der ersten Brücke noch vorhanden, beim Umbau Gesteinsart und Materialbehandlung gewechselt. | 08961745 |
| Direkt Bild zu diesem Denkmal hochladen | Wohnmühlenhaus | In der Kupferwaage 264 (Karte)                          | letztes Drittel 19. Jahrhundert                      | Stattlicher, weitestgehend original erhaltener Mühlenbau mit Wasserkraftnutzung, baugeschichtlich und technikgeschichtlich von Bedeutung. Zweigeschossig, Bruchsteinmauerwerk, Gewände der Segmentbogenfenster in Ziegel, Originalfenster (1998), acht Achsen breit, vier Achsen tief, Satteldach, Dachhecht vermutlich später, Wehr und Radkammer. in Holz erhalten | 08961750 |
|                                         | Wohnhaus in geschlossener Bebauung in Ecklage | Johannisstraße 2 (Karte)                                | Mitte 17. Jahrhundert                                | Bedeutendster Wohnbau der Stadt, aufwändig gestaltete, vollständig erhaltene Fachwerkkonstruktion, mächtiges Satteldach, prägnante Lage am Ortseingang, baugeschichtlich, hausgeschichtlich und ortsbildprägend von Bedeutung. Zweigeschossig, Erdgeschoss gemauert und leicht überformt, Obergeschoss und Giebel in Fachwerk mit Kopfbändern, Andreaskreuzen, Verblattungen, Gesimsausbildung nach Art eines Konsolfrieses und charakteristischer, reliefierter Ecksäule, alte Holzfenster, teilweise Kreuzstockfenster, einfach stehender Dachstuhl. Das Haus überstand den Stadtbrand von 1748, da es außerhalb der Stadtmauern stand. Eine Besonderheit des Hauses bildet seine Fachwerkkonstruktion. | 08961414 |
|                                         | Wohnhaus in geschlossener Bebauung | Johannisstraße 4 (Karte)                                | um 1870                                              | Typischer gründerzeitlicher Wohnbau mit ausgewogener Fassadengliederung, baugeschichtlich von Bedeutung. Zweigeschossiger Putzbau, vier Achsen breit, mittiger Dacherker, flankiert von kleinen Dachhäuschen, Segmentbogenfenster im Erdgeschoss, Holzfenster. | 08961413 |
| Direkt Bild zu diesem Denkmal hochladen | Wohnhaus in offener Bebauung | Johannisstraße 5 (Karte)                                | 18. Jahrhundert                                      | Charakteristisches Wohnhaus ungewöhnlichen Typs, Fachwerkkonstruktion im Obergeschoss, baugeschichtlich und hausgeschichtlich von Bedeutung. Zweigeschossig, Erdgeschoss Bruchsteinmauerwerk, Obergeschoss Fachwerk mit Lehmausfachung, nur zwei Achsen breit bei nicht unbeträchtlicher Tiefe, Eingang seitlich, hohes Satteldach mit Schieferdeckung, bei Anfügung eines rückwärtigen Anbaus Dach verändert, alte Tür und Fenster (1998). | 08961412 |
| Direkt Bild zu diesem Denkmal hochladen | Wohnhaus in halboffener Bebauung | Johannisstraße 7 (Karte)                                | 1. Drittel 19. Jahrhundert                           | Stattlicher vorstädtischer Wohnbau, Porphyrgewände, baugeschichtlich von Bedeutung. Zweigeschossiger Mauerwerksbau, verputzt, sieben Achsen breit, Portal mit Zahnschnitt und vorkragender Verdachung, mäßig steiles Satteldach. | 08961411 |
| Direkt Bild zu diesem Denkmal hochladen | Wohnhaus in halboffener Bebauung mit Anbau | Johannisstraße 9 (Karte)                                | 2. Drittel 19. Jahrhundert                           | Charakteristischer Wohnbau mit fein profilierten Porphyrgewänden, baugeschichtlich von Bedeutung. Zweigeschossiger Mauerwerksbau, verputzt, sieben Achsen breit, Mittenbetonung durch Portal, Fenstergewände im Obergeschoss und Dacherker, Schopfwalmdach, Anbau straßenseitig erhalten, rückwärtig in Wagenunterstand verwandelt. | 08961410 |
| Direkt Bild zu diesem Denkmal hochladen | Wohnhaus in offener Bebauung | Johannisstraße 23 (Karte)                               | 1. Drittel 19. Jahrhundert                           | Stattlicher vorstädtischer Wohnbau, Porphyrgewände, baugeschichtlich und ortsentwicklungsgeschichtlich von Bedeutung. Zweigeschossiger Mauerwerksbau, verputzt, acht Achsen breit, mäßig steiles Satteldach, Schieferdeckung, keine Dachaufbauten (1998), Portal mit Porphyrgewände und vorkragender Verdachung. | 08961407 |
| Direkt Bild zu diesem Denkmal hochladen | Wohnhaus in geschlossener Bebauung | Johannisstraße 27 (Karte)                               | 2. Hälfte 18. Jahrhundert                            | Stattlicher barocker Wohnbau mit mächtigem Mansarddach und zwei charakteristischen Dachhechten, baugeschichtlich und ortsentwicklungsgeschichtlich von Bedeutung. Zweigeschossiger Mauerwerksbau, verputzt, acht Achsen breit, mittiges Portal abgeschlagen, Schieferdeckung. | 08961405 |
| Direkt Bild zu diesem Denkmal hochladen | Wohnhaus in halboffener Bebauung | Johannisstraße 29 (Karte)                               | um 1800                                              | Stattlicher Wohnbau mit hohem Satteldach und zwei charakteristischen Dachhechten, baugeschichtlich und straßenbildprägend von Bedeutung. Zweigeschossiger Mauerwerksbau, verputzt, fünf Achsen breit, Porphyrgewände, Portal mit Schlussstein und vorkragender Verdachung, Schieferdeckung. | 08961404 |
|                                         | Gasthaus in geschlossener Bebauung in Ecklage | Johannisstraße 30 (Karte)                               | 2. Hälfte 18. Jahrhundert                            | Schlichter Barockbau mit beeindruckendem Steildach in ortsbildprägender Lage, baugeschichtlich und ortsgeschichtlich von Bedeutung. Zweigeschossiger Mauerwerksbau, verputzt, fünf Achsen breit, zwei Portale mit Porphyrgewände und vorkragender Verdachung, schiefergedecktes Satteldach mit kurzem Schopfwalm, drei Dachhäuschen. | 08961406 |
| Direkt Bild zu diesem Denkmal hochladen | Wohnhaus in geschlossener Bebauung | Johannisstraße 39 (Karte)                               | 1. Drittel 19. Jahrhundert                           | Typisches vorstädtisches Wohnhaus, Porphyrgewände, Fensterläden, markanter Dachhecht, baugeschichtlich und ortsentwicklungsgeschichtlich von Bedeutung. Zweigeschossiger Mauerwerksbau, verputzt, fünf Achsen breit, Satteldach, Portal mit vorkragender Verdachung, teilweise Originalfenster (1998). | 08961401 |
|                                         | Wohnhaus in geschlossener Bebauung | Johannisstraße 56 (Karte)                               | bezeichnet 1834                                      | Typischer vorstädtischer Wohnbau, Porphyrgewände, baugeschichtlich und ortsentwicklungsgeschichtlich von Bedeutung. Zweigeschossiger Mauerwerksbau, verputzt, sechs Achsen breit, Portal mit Zahnschnitt und vorkragender Verdachung, Satteldach, Schieferdeckung, fünf kleine Dachhäuschen. | 08961400 |
|                                         | Spinnerei mit Fabrikgebäude (Nr. 58a, 58g), Verwaltungsgebäude (Nr. 58b), ehemaligen Pferdeställen (Nr. 58d, 58e, 58f), vorgelagertem Garten und überdachtem Schütz am Mühlgraben                                                                            | Johannisstraße 58a; 58b; 58d; 58e; 58f; 58g (Karte)     | Ende 19. Jahrhundert                                 | Bemerkenswerte, auf historischem Mühlengelände angesiedelte Fabrikanlage, dominierendes Fertigungsgebäude, anspruchsvoll gestaltetes Verwaltungsgebäude mit neobarocken Stilformen, in unmittelbarer Nähe zum historischen Stadtkern, baugeschichtlich und technikgeschichtlich von Bedeutung. - Produktionsgebäude: Fünfgeschossiger Putzbau, acht Achsen breit, Segmentbogenfenster mit Porphyrgewänden, straffe Lisenengliederung, kräftiges Dachgesims, ehemalige Turbinenkammer über dem Mühlgraben, - Verwaltungsgebäude: Zweigeschossiger Putzbau, Originalputz, breiter Mittelrisalit mit Pilastergliederung im Obergeschoss, Bau ist bereits saniert, Inneres stark überformt, südlich vorgelagerte Freitreppe mit gusseisernem Geländer zwischen Steinpylonen, - Ehemaliges Heiz- und Maschinenhaus: L-förmiger Grundriss, Bruchsteinsockel, Dachgesims in Ziegel, runder Schornstein mit Basiswulst auf polygonalem Sockel in mehrfarbigem Ziegel, dem Heizhaus axial zugeordnet, überdachter Schütz am Einlass zum Mühlgraben mit ornamentierter hölzerner Überdachung. | 08961496 |
|                                         | Wohnhaus in halboffener Bebauung | Johannisstraße 60 (Karte)                               | bezeichnet 1821, Kern womöglich älter                | Breit gelagerter vorstädtischer Wohnbau, hoch aufragendes Satteldach mit lang gestrecktem Dachhecht, baugeschichtlich und ortsentwicklungsgeschichtlich von Bedeutung. Zweigeschossiger Mauerwerksbau, verputzt, zwölf Achsen breit, Portal mit Porphyrgewände, vorkragender Verdachung, Zahnschnitt und Schlussstein, linke Gebäudehälfte ist tiefer als rechte, Dach folglich dort höher. | 08961397 |
|                                         | Wohnhaus in halboffener Bebauung | Johannisstraße 67 (Karte)                               | 2. Hälfte 18. Jahrhundert                            | Vermutlich ehemalige Schmiede, stattlicher Putzbau mit hohem Satteldach, baugeschichtlich von Bedeutung. Zweigeschossiger Mauerwerksbau, verputzt, sechs Achsen breit, Porphyrgewände, mittiges Durchfahrtstor mit Segmentbogen, seitliches Segmentbogenportal mit Schlussstein, breiter Dachaufbau, darüber Fledermausgaupe. | 08961396 |
| Direkt Bild zu diesem Denkmal hochladen | Wohnhaus in halboffener Bebauung in Ecklage | Körnerstraße 1 (Karte)                                  | 2. Hälfte 18. Jahrhundert                            | Schlichter Wohnbau mit Laden und hohem Krüppelwalmdach in markanter städtebaulicher Situation, baugeschichtlich von Bedeutung. Zweigeschossiger Mauerwerksbau, verputzt, Ladeneinbau um 1900, drei kleine Dachhäuschen, historische Keller. | 08961366 |
| Direkt Bild zu diesem Denkmal hochladen | Wohnhaus in halboffener Bebauung in Ecklage | Körnerstraße 5 (Karte)                                  | 2. Hälfte 18. Jahrhundert                            | Schlichter barocker Wohnbau, hohes Mansarddach mit Halbwalm, markante Lage an Straßenkreuzung, baugeschichtlich von Bedeutung. Zweigeschossiger Mauerwerksbau, verputzt, sechs Achsen breit, zurückhaltender Ladeneinbau, drei Dachhäuschen. | 08961382 |
| Direkt Bild zu diesem Denkmal hochladen | Wohnhaus in halboffener Bebauung in Ecklage | Körnerstraße 8 (Karte)                                  | 2. Hälfte 18. Jahrhundert                            | Kleiner Wohnbau mit hohem Schopfwalmdach, Portal mit Porphyrgewände, baugeschichtlich von Bedeutung. Zweigeschossiger Mauerwerksbau, verputzt, drei Achsen breit, Portal mit vorkragender Verdachung, Schieferdeckung. | 08961383 |
|                                         | Stollnmundlöcher, Halde und Entwässerungsvorrichtungen entlang des südöstlichen Ufers der Zschopau | Krumhermersdorfer Straße (Karte)                        | 15./16. Jahrhundert                                  | Wichtige Zeugnisse des historischen Zschopauer Bergbaus. | 08961741 |
| Direkt Bild zu diesem Denkmal hochladen | Bleiche mit Altbau (Nr. 4), Neubau (Nr. 2), Wohnhaus (Nr. 6), ehemaligem Bleichgarten mit Zugangsbrücke und Brücke über den Mühlgraben | Krumhermersdorfer Straße 2; 4; 6 (Karte)                | 2. Drittel 18. Jahrhundert, Altbau Nr. 4             | Historisch bedeutsamer Gewerbekomplex in markanter Lage, Garten wichtig als Gelände der ehemaligen Bleiche, baugeschichtlich, ortsgeschichtlich und technikgeschichtlich von Bedeutung. 1718 (Erwähnung der Bleiche). - Altbau: Zweigeschossiger Mauerwerksbau, rückwärtig im Obergeschoss Fachwerk, mit hohem Satteldach, bei Umnutzung zu Wohnzwecken straßenseitig Treppenhaus angebaut, - Neubau: Westlich an Altbau angefügt, dreigeschossiger Mauerwerksbau, Schopfwalmdach, im Erdgeschoss Gewölbe, alte Kastenfenster, um 1920 nördlicher Anbau mit Eckerker und dekorativ gestaltetem Eingang, - Wohnhaus: Einfacher, gut sich einfügender eingeschossiger Wohnbau mit Mansardwalmdach. | 08961740 |
|                                         | Gedenktafel für Georg Jacob Bodemer | Lange Straße (Karte)                                    | 1916                                                 | Schlichte Steintafel mit Bildnismedaillon, Girlande und Inschrift, ortsgeschichtlich von Bedeutung. „Dem eifrigen Förderer der Volksbildung Georg Jacob Bodemer/geboren 26. April 1807 gestorben 27. Nov. 1888/ die dankbare Stadt Zschopau“ | 08961763 |
|                                         | Brücke über die Zschopau mit anschließendem, zur Stadt emporführendem Viadukt und Brückendenkmal | Lange Straße (Karte)                                    | 1813–1814                                            | Wertvoller historischer Brückenbau, der in zwei Bögen die Zschopau überspannt, markanter, halbrund verstärkter Mittelpfeiler, baugeschichtlich, stadtbildprägend und technikgeschichtlich von Bedeutung. Viadukt von 1895 überspannt in weitem Bogen die Johannis- und Gartenstraße, am südlichen Brückenkopf Denkmal mit Reliefdarstellung eines betenden Fuhrmanns (Reliefdarstellung von 1932 „Zschap mei Gees“ – Zschopau mein Jesus). Brücke von 1811/13 an Stelle mehrerer hölzerner Vorgängerbauten. | 08961492 |
|                                         | Wohnhaus in geschlossener Bebauung | Lange Straße 6 (Karte)                                  | 2. Hälfte 18. Jahrhundert                            | Stattlicher barocker Wohnbau mit hoch aufragendem Satteldach in markanter Lage am Ortseingang, baugeschichtlich und ortsentwicklungsgeschichtlich von Bedeutung. Zweigeschossiger Mauerwerksbau, verputzt, sechs Achsen breit, Portal mit Porphyrgewände und vorkragender Verdachung, keine Dachaufbauten (1998), historische Keller. | 08961394 |
| Direkt Bild zu diesem Denkmal hochladen | Wohnhaus mit Apotheke in geschlossener Bebauung und Hofgebäude | Lange Straße 10 (Karte)                                 | bezeichnet 1767                                      | Einer der stattlichsten barocken Wohnbauten der Stadt, mit Gewölben im Erdgeschoss, bestimmend im Bild des Altmarkts, baugeschichtlich und ortsgeschichtlich von Bedeutung. Zweigeschossiger Putzbau, Segmentbogenfenster im Erdgeschoss, neun Achsen breit, hohes schiefergedecktes Mansarddach mit stehenden Gauben, Originaltür, historischer Keller weiterhin Gewölbe und im Treppenaufgang kleine dorische Säule, Steinrelief mit Darstellung eines auffliegenden Adlers, welcher einen Becher mit Mörser in den Krallen hält, auf dem Becher Datierung: „1767“, Relief 70 mal 70 Zentimeter. | 08961354 |
| Direkt Bild zu diesem Denkmal hochladen | Wohnhaus in geschlossener Bebauung | Lange Straße 18 (Karte)                                 | 2. Hälfte 18. Jahrhundert                            | Schlichter barocker Wohnbau mit mächtigem Satteldach, baugeschichtlich und straßenbildprägend von Bedeutung. Zweigeschossiger Mauerwerksbau, verputzt, Fassade und Eingangssituation um 1930 überformt, zwei Ladeneinbauten, hoher mittiger Dacherker, historischer Keller. | 08961346 |
| Direkt Bild zu diesem Denkmal hochladen | Wohnhaus in geschlossener Bebauung in Ecklage | Lange Straße 19 (Karte)                                 | 2. Hälfte 18. Jahrhundert                            | Schlichter barocker Wohnbau mit mächtigem Mansardwalmdach in markanter städtebaulicher Position an der Einmündung der Langen Straße in den Neumarkt, baugeschichtlich von Bedeutung. Zweigeschossiger Mauerwerksbau, verputzt, vier Achsen zum Neumarkt, neun Achsen entlang der Langen Straße, hohes, schiefergedecktes Mansarddach, sieben Ladenfenster mit zurückhaltender profilierter Rahmung, historische Keller. | 08961339 |
| Direkt Bild zu diesem Denkmal hochladen | Wohnhaus in geschlossener Bebauung | Lange Straße 20 (Karte)                                 | um 1800                                              | Spätbarocker Wohnbau mit qualitätvoller gründerzeitlicher Überformung, baugeschichtlich von Bedeutung. Dreigeschossiger Putzbau, zwei Ladeneinbauten im Erdgeschoss, Durchfahrt mit Korbbogen und Schlussstein,in den Obergeschossen fein profilierte Fenstergewände, historische Keller. | 08961347 |
|                                         | Wohnhaus in geschlossener Bebauung | Lange Straße 21 (Karte)                                 | 2. Hälfte 18. Jahrhundert                            | Stattlicher Wohnbau mit besonders mächtigem Mansarddach, Stichbogenportal mit Schlussstein, baugeschichtlich von Bedeutung. Zweigeschossiger Mauerwerksbau, verputzt, sechs Achsen breit, Beeinträchtigung durch Ladeneinbau und doppelachsigen Dachaufbau, historischer Keller. | 08961370 |
| Direkt Bild zu diesem Denkmal hochladen | Wohnhaus | Lange Straße 23 (Karte)                                 | 2. Hälfte 18. Jahrhundert                            | Besonders stattlicher barocker Wohnbau mit imponierendem Mansarddach, Tor mit Segmentbogen und Schlussstein, Gewölbe in der Durchfahrt, baugeschichtlich von Bedeutung. Zweigeschossiger Mauerwerksbau, verputzt, sieben Achsen breit, Porphyrgewände, sehr homogener Dachstuhl, historischer Keller. | 08961453 |
| Direkt Bild zu diesem Denkmal hochladen | Wohnhaus in geschlossener Bebauung | Lange Straße 24 (Karte)                                 | 2. Hälfte 18. Jahrhundert                            | Stattlicher Wohnbau mit mächtigem Mansarddach, baugeschichtlich von Bedeutung. Zweigeschossiger Mauerwerksbau, verputzt, Ladeneinbau, leichte Beeinträchtigung durch Dachausbau, historischer Keller. | 08961369 |
| Direkt Bild zu diesem Denkmal hochladen | Wohnhaus in geschlossener Bebauung mit rückwärtigen Anbauten | Lange Straße 26 (Karte)                                 | 2. Hälfte 18. Jahrhundert                            | Besonders schmales und kleines Wohnhaus mit Stichbogenportal und breiter Schleppluke, bemerkenswerte Rückansicht mit Nebengebäuden in sichtbarer Fachwerkkonstruktion, baugeschichtlich von Bedeutung. Zweigeschossiger Mauerwerksbau, verputzt, vier Achsen breit, zurückhaltender Ladeneinbau, historischer Keller. | 08961368 |
| Direkt Bild zu diesem Denkmal hochladen | Wohnhaus in geschlossener Bebauung | Lange Straße 28 (Karte)                                 | 2. Hälfte 18. Jahrhundert, Kern womöglich älter      | Sehr stattlicher Wohnbau mit imponierendem Steildach, möglicherweise noch vor dem Stadtbrand 1748 entstanden, baugeschichtlich von Bedeutung. Zweigeschossiger Mauerwerksbau, verputzt, Ladeneinbau wohl der 1930er Jahre, hohes Satteldach mit Schieferdeckung, mittiges Dachhäuschen der 1930er Jahre, Portal mit profiliertem Gewände, im ganzen Erdgeschoss Gewölbe, im Obergeschoss barocke Stuckdecken, zahlreiche originale Ausbaudetails, historischer Keller. | 08961367 |
|                                         | Wohnhaus in geschlossener Bebauung | Lange Straße 33 (Karte)                                 | 1938/1939, Kern älter                                | Zusammengehörig mit Nummer 35, schlichter Wohnbau mit hohem, in den 1930er Jahren erneuerten Satteldach, baugeschichtlich von Bedeutung. Zweigeschossiger Mauerwerksbau, verputzt, Ladeneinbau, gemeinsames Dach verbindet das Gebäude mit dem in der zweiten Hälfte der 1930er Jahre errichteten Nachbarbau (Nummer 35), Schieferdeckung, beeinträchtigt durch Kunststofffenster, historischer Keller. | 08961371 |
|                                         | Wohnhaus in geschlossener Bebauung | Lange Straße 35 (Karte)                                 | 1938–1939                                            | Zusammengehörig mit Nummer 33, qualitätvolle Anpassungsarchitektur, gekrümmte Fassade folgt dem Straßenverlauf, baugeschichtlich von Bedeutung. Zweigeschossiger Putzbau, im Erdgeschoss zwei Türen (original), Laden- und Rundfenster, Originalfenster mit Fensterläden im Obergeschoss, gemeinsames Dach mit Nummer 33, historischer Keller, Architekt: Gerhart Thieme. | 08961372 |
| Direkt Bild zu diesem Denkmal hochladen | Wohnhaus in geschlossener Bebauung | Lange Straße 36 (Karte)                                 | 2. Hälfte 18. Jahrhundert                            | Schlichter Wohnbau mit beeindruckendem Satteldach, Gewölbe im Erdgeschoss, baugeschichtlich von Bedeutung. Zweigeschossiger Mauerwerksbau, verputzt, sechs Achsen breit, zurückhaltender, älterer Ladeneinbau, historischer Keller. | 08961365 |
| Direkt Bild zu diesem Denkmal hochladen | Wohnhaus in geschlossener Bebauung | Lange Straße 37 (Karte)                                 | 2. Hälfte 18. Jahrhundert                            | Stattlicher Wohnbau mit mächtigem Satteldach, Durchfahrtstor mit Segmentbogen und Schlussstein, baugeschichtlich von Bedeutung. Zweigeschossiger Mauerwerksbau, verputzt, sieben Achsen breit, Ladeneinbauten, Tor der 1930er Jahre, historischer Keller. | 08961373 |
| Direkt Bild zu diesem Denkmal hochladen | Wohnhaus in geschlossener Bebauung | Lange Straße 38 (Karte)                                 | 2. Hälfte 18. Jahrhundert                            | Schmaler Wohnbau mit hoch aufragendem Satteldach, Teil einer bemerkenswerten Dächergruppe, baugeschichtlich von Bedeutung. Zweigeschossiger Mauerwerksbau, verputzt, vier Achsen breit, Beeinträchtigung durch Ladeneinbau im Erdgeschoss wird aufgewogen durch intaktes barockes Dach, drei Dachhäuschen, historischer Keller. | 08961454 |
| Direkt Bild zu diesem Denkmal hochladen | Wohnhaus in geschlossener Bebauung | Lange Straße 39 (Karte)                                 | 2. Hälfte 18. Jahrhundert                            | Spätbarocker Wohnbau mit mächtigem Satteldach, baugeschichtlich von Bedeutung. Zweigeschossiger Mauerwerksbau, verputzt, Beeinträchtigung durch Ladeneinbau im Erdgeschoss wird aufgewogen durch imponierendes Dach mit stehendem Dachstuhl auf zwei Ebenen, keine Dachaufbauten (1998). | 08961418 |
| Direkt Bild zu diesem Denkmal hochladen | Wohnhaus in halboffener Bebauung | Lange Straße 40 (Karte)                                 | um 1750                                              | Stattlicher spätbarocker Wohnbau, mächtiges Mansardwalmdach, im Erdgeschoss Kreuzgratgewölbe, Portal mit Porphyrgewände und vorkragender Verdachung, baugeschichtlich von Bedeutung. Zweigeschossiger Mauerwerksbau, verputzt, sieben Achsen breit, Ladeneinbau, teilweise gewölbt, Mansardwalmdach mit drei Dachhäuschen, historischer Keller, im Hausflur Ausmalung und Gewölbe (1977 laut Analyse). | 08961375 |
| Direkt Bild zu diesem Denkmal hochladen | Wohnhaus in halboffener Bebauung | Lange Straße 42 (Karte)                                 | 2. Hälfte 18. Jahrhundert                            | Stattlicher Wohnbau, mächtiges Walmdach, rückwärtig doppelgeschossige Loggia angebaut, doppelgeschossiger Keller unter dem Haus, baugeschichtlich von Bedeutung. Zweigeschossiger Mauerwerksbau, verputzt, neun Achsen breit, Loggia wurde dem Haus später angefügt, Dach dabei verlängert, kein Dachausbau (1998). | 08961376 |
| Direkt Bild zu diesem Denkmal hochladen | Wohnhaus mit Laden in geschlossener Bebauung in Ecklage | Lange Straße 43 (Karte)                                 | 2. Hälfte 18. Jahrhundert                            | Stattlicher spätbarocker Wohnbau in markanter städtebaulicher Situation, historische Ladenfenster, qualitätvolle Ladengestaltung um 1900, baugeschichtlich von Bedeutung. Zweigeschossiger Mauerwerksbau, verputzt, Mansardwalmdach verschiefert, zwei Eingänge mit profiliertem Gewände und Architrav, zwei zeitgenössische Ladenfenster (eines mit Stichbogen), Ladeninneres mit reichem Kachelschmuck, historischer Keller. | 08961361 |
| Direkt Bild zu diesem Denkmal hochladen | Wohnhaus (später Posthalterei) mit rückwärtigen Nebengebäuden | Ludwig-Würkert-Straße 1 (Karte)                         | 1782                                                 | Palaisartiger Wohnbau mit Mittelrisalit und Lisenengliederung sowie Hof umschließende Rückbebauung, baugeschichtlich, ortsgeschichtlich und straßenbildprägend von Bedeutung. Dreigeschossig, zehn Achsen breit, Mansarddach mit auf zwei Ebenen angeordneten Dachhäuschen, mittige Durchfahrt, rückwärtig unregelmäßige zweigeschossige Hofbebauung, bestehend aus Hinterhaus mit Mansarddach und Verbindungsflügeln mit Satteldächern, historischer Keller, vermutlich nach dem großen Stadtbrand entstanden (um 1770/1780). | 08961348 |
| Direkt Bild zu diesem Denkmal hochladen | Stadtmauer | Ludwig-Würkert-Straße 1; 3; 5; 7; 9; 11 (Karte)         | 1495                                                 | Spätmittelalterliche Befestigung der Stadt Zschopau, teilweise als aufgehendes Mauerwerk erhalten, teilweise in jüngere Bausubstanz einbezogen. Siehe auch unter An den Anlagen 1–17, An der Kirche 4 und 5, Brühl 1–23 und Schillerplatz 4–10, baugeschichtlich und stadtgeschichtlich von Bedeutung. Einzeldenkmal oben genannter Sachgesamtheit (siehe auch Sachgesamtheitsdokument für Obj. 09306353, An den Anlagen 1–17) | 08961948 |
| Direkt Bild zu diesem Denkmal hochladen | Wohnhaus in geschlossener Bebauung und Ecklage | Ludwig-Würkert-Straße 2 (Karte)                         | 2. Hälfte 18. Jahrhundert                            | Stattlicher barocker Wohnbau mit hohem Walmdach in markanter städtebaulicher Position an der Einmündung der Ludwig-Würkert-Straße in den Neumarkt, späterer qualitätvoller Ladeneinbau, baugeschichtlich und straßenbildprägend von Bedeutung. Zweigeschossiger Mauerwerksbau, verputzt, fünf Achsen zum Neumarkt, neun Achsen entlang der Ludwig-Würkert-Straße, Walmdach schiefergedeckt, 13 historische Dachhäuschen in dreigeschossiger Anordnung, Dach ist entlang der Ludwig-Würkert-Straße niedriger aufgrund geringerer Gebäudetiefe, Stichbogenportal mit Schlussstein, Kastenfenster (1998), Ladeneinbau um 1900 mit Pilastergliederung, historischer Keller. | 08961337 |
| Direkt Bild zu diesem Denkmal hochladen | Wohnhaus in geschlossener Bebauung | Ludwig-Würkert-Straße 3 (Karte)                         | 2. Hälfte 18. Jahrhundert                            | Stattlicher barocker Wohnbau mit Mansarddach, originale Ladenfront Ende 19. Jahrhundert, baugeschichtlich von Bedeutung. Zweigeschossiger Mauerwerksbau, acht Achsen breit, hohes schiefergedecktes (1977) Mansarddach mit vier Dachhäuschen, gründerzeitliche reich verzierte Haustür, rechtsseitig repräsentativer Ladeneinbau mit gekuppelten ionischen Halbsäulen, Originaltür, linksseitig neuerer Ladeneinbau, Tür hier erneuert, historischer Keller. | 08961356 |
| Direkt Bild zu diesem Denkmal hochladen | Wohnhaus in geschlossener Bebauung | Ludwig-Würkert-Straße 5 (Karte)                         | bezeichnet 1907                                      | Zurückhaltender Wohnbau, markanter Dacherker, qualitätvolle Rahmung der Ladenfenster, baugeschichtlich von Bedeutung. Zweigeschossiger Putzbau, mittiger Dacherker. | 08961357 |
| Direkt Bild zu diesem Denkmal hochladen | Wohnhaus in halboffener Bebauung | Ludwig-Würkert-Straße 6 (Karte)                         | 2. Hälfte 18. Jahrhundert                            | Schlichter barocker Wohnbau, mächtiges Satteldach, Stichbogenportal mit Schlussstein, baugeschichtlich von Bedeutung. Zweigeschossiger Mauerwerksbau, verputzt, fünf Achsen breit, qualitätvoller Ladeneinbau der 1920er Jahre, keine Dachaufbauten (1998). | 08961761 |
| Direkt Bild zu diesem Denkmal hochladen | Wohnhaus in geschlossener Bebauung | Ludwig-Würkert-Straße 7 (Karte)                         | 2. Hälfte 18. Jahrhundert                            | Stattlicher Wohnbau mit mächtigem Mansarddach, baugeschichtlich von Bedeutung. Zweigeschossiger Mauerwerksbau, verputzt, acht Achsen breit, mittiger Dacherker mit Dreiecksgiebel vermutlich 1920er Jahre, ziegelgedecktes Mansarddach mit vier Dachhäuschen, Portal mit Porphyrgewände und vorkragender Verdachung, gründerzeitliche verzierte Haustür, historischer Keller, alte Steinstufen im Haus.(1977). | 08961358 |
| Direkt Bild zu diesem Denkmal hochladen | Wohnhaus in geschlossener Bebauung | Ludwig-Würkert-Straße 8 (Karte)                         | 2. Hälfte 18. Jahrhundert                            | Stattlicher Wohnbau mit mächtigem Mansardwalmdach, baugeschichtlich von Bedeutung. Zweigeschossiger Mauerwerksbau, verputzt, fünf Achsen breit, störender Ladeneinbau aufgewogen durch intaktes barockes Dach. | 08961762 |
| Direkt Bild zu diesem Denkmal hochladen | Wohnhaus in geschlossener Bebauung | Ludwig-Würkert-Straße 9 (Karte)                         | 2. Hälfte 18. Jahrhundert, Kern älter                | Stattlicher Wohnbau (bestehend aus zwei Gebäudeteilen) mit besonders eindrucksvollem, steilem Satteldach, Tür und Ladeneinbau in neugotischen Formen, charakteristischer, straßenparalleler Anbau, Haus rückwärtig an Reste der Stadtmauer angelehnt, Dachstuhl überstand den Stadtbrand von 1748, vermutlich ältester erhaltener Privatbau innerhalb der Stadtmauer, baugeschichtlich und hausgeschichtlich von Bedeutung. Zweigeschossiger Mauerwerksbau, verputzt, neue Holzfenster, Satteldach mit sechs neueren Dachhäuschen, historischer Keller, verziertes Portal. | 08961359 |
| Direkt Bild zu diesem Denkmal hochladen | Wohnhaus in geschlossener Bebauung | Ludwig-Würkert-Straße 11 (Karte)                        | 2. Hälfte 18. Jahrhundert                            | Schlichter Wohnbau mit hohem Satteldach, baugeschichtlich von Bedeutung. Zweigeschossiger Mauerwerksbau, verputzt, Stichbogenportal mit gründerzeitlicher Tür, linksseitig neuerer Ladeneinbau, historischer Keller. | 08961360 |
| Direkt Bild zu diesem Denkmal hochladen | Wohnhaus in geschlossener Bebauung | Ludwig-Würkert-Straße 12 (Karte)                        | um 1750                                              | Barocker Wohnbau mit hoch aufragendem Mansarddach, baugeschichtlich von Bedeutung. Zweigeschossiger Mauerwerksbau, verputzt, vier Achsen breit, Beeinträchtigung durch Ladeneinbau aufgewogen durch intaktes barockes Dach, historischer Keller. | 08961466 |
| Direkt Bild zu diesem Denkmal hochladen | Wohnhaus in geschlossener Bebauung | Ludwig-Würkert-Straße 14 (Karte)                        | um 1750                                              | Stattlicher barocker Wohnbau, ehemals Färberei, mit Mansarddach, baugeschichtlich und ortsgeschichtlich von Bedeutung. Zweigeschossiger Mauerwerksbau, verputzt, fünf Achsen breit, Beeinträchtigung durch Ladeneinbau aufgewogen durch intaktes barockes Dach und Mansardgeschoss, im Innern zirka 4 bis 5 Meter hoch, möglicherweise Zusammenhang mit Färbereinutzung, historischer Keller. | 08961465 |
| Direkt Bild zu diesem Denkmal hochladen | Wohnhaus in geschlossener Bebauung | Ludwig-Würkert-Straße 16 (Karte)                        | 2. Hälfte 18. Jahrhundert                            | Schlichter spätbarocker Wohnbau mit Mansarddach, baugeschichtlich von Bedeutung. Zweigeschossiger Mauerwerksbau, verputzt, sieben Achsen breit, Fenster im Erdgeschoss teilweise verändert, Schieferdeckung, drei ältere sowie ein breiteres Dachhäuschen der 1930er Jahre, historischer Keller. | 08961363 |
| Direkt Bild zu diesem Denkmal hochladen | Wohnhaus in geschlossener Bebauung | Ludwig-Würkert-Straße 18 (Karte)                        | 2. Hälfte 18. Jahrhundert                            | Stattlicher Wohnbau mit späterem Ladeneinbau, hohem Satteldach und breitem Dachhecht, baugeschichtlich von Bedeutung. Zweigeschossiger Mauerwerksbau, verputzt, acht Achsen breit, Durchfahrtstor mit geradem Abschluss, Ladeneinbau zweite Hälfte 19. Jahrhundert, Kastenfenster (1998), historischer Keller. | 08961362 |
| Direkt Bild zu diesem Denkmal hochladen | Wohnhaus in halboffener Bebauung in Ecklage und rückwärtiger Gewerbebau | Marienstraße 1 (Karte)                                  | 2. Hälfte 18. Jahrhundert                            | Ortsbildprägender barocker Wohnbau mit mächtigem Mansardwalmdach, dahinter charakteristisches, original erhaltenes Gewerbegebäude mit ausgewogener Fassadengliederung, baugeschichtlich und straßenbildprägend von Bedeutung. - Wohnhaus: Zweigeschossiger Mauerwerksbau, verputzt, Beeinträchtigung durch breiten Ladeneinbau, Dachausbau, historischer Keller, hohes schiefergedecktes Mansardwalmdach, vermutlich ehemals Zollamt und Postamt, - Hinterhaus: Zweieinhalbgeschossiger Putzbau, fünf Achsen breit, Segmentbogenfenster im ersten Obergeschoss, darüber niedriges Dachgeschoss mit markanten Doppelfenstern. | 08961374 |
| Direkt Bild zu diesem Denkmal hochladen | Wohnhaus in halboffener Bebauung in Ecklage | Marienstraße 2 (Karte)                                  | 2. Hälfte 18. Jahrhundert                            | Schlichter Wohnbau mit mächtigem Mansardwalmdach in markanter städtebaulicher Situation, baugeschichtlich und straßenbildprägend von Bedeutung. Zweigeschossiger Mauerwerksbau, verputzt, zurückhaltender, älterer Ladeneinbau, sechs kleine Dachhäuschen, Kastenfenster (1998). | 08961364 |
| Direkt Bild zu diesem Denkmal hochladen | Wohnhaus in halboffener Bebauung, mit ehemaligem Braukeller | Marienstraße 4 (Karte)                                  | bezeichnet 1751                                      | Eingeschossiger Wohnbau mit Mansarddach, Braukeller unter dem Haus, baugeschichtlich und ortsgeschichtlich von Bedeutung. Eingeschossiger Mauerwerksbau, verputzt, sechs Achsen breit, Portal mit Korbbogen, Schlussstein mit Schrift und Ornament, gründerzeitliche Tür, Fenstergewände mit doppelter Hohlkehle und Abfasung, breites, spitz übergiebeltes Zwerchhaus später, Ziegel gedecktes Mansarddach, im Keller und im Erdgeschoss Gewölbe, ehemaliger Braukeller 3,5 Meter tief. | 08961379 |
| Direkt Bild zu diesem Denkmal hochladen | Wohnhaus in halboffener Bebauung und in Ecklage (ehemalige Bäckerei) | Marienstraße 6 (Karte)                                  | um 1750                                              | Bemerkenswertes eingeschossiges Gebäude mit hohem Mansardwalmdach, Portal mit Porphyrgewände, Kapitellen, Zahnschnitt und Originaltür, baugeschichtlich und straßenbildprägend von Bedeutung. Eingeschossiger Mauerwerksbau, verputzt, sieben Achsen breit, ziegelgedecktes Mansardwalmdach mit Schleppgauben, Portal mit Brezel als Bäcker-Ladenzeichen sowie Jahreszahl „1840“. | 08961380 |
|                                         | Wohnhaus in geschlossener Bebauung | Marienstraße 7 (Karte)                                  | 2. Hälfte 18. Jahrhundert                            | Stattlicher Wohnbau mit hohem Satteldach, Porphyrgewände, baugeschichtlich von Bedeutung. Zweigeschossiger Mauerwerksbau, verputzt, fünf Achsen breit, Portal überformt, Kastenfenster (1998), Schieferdeckung, drei Dachhäuschen. | 08961457 |
| Direkt Bild zu diesem Denkmal hochladen | Wohnhaus in geschlossener Bebauung | Marienstraße 11 (Karte)                                 | 2. Hälfte 18. Jahrhundert                            | Stattlicher Wohnbau, hoch aufragendes Satteldach, Porphyrgewände, baugeschichtlich von Bedeutung. Zweigeschossiger Mauerwerksbau, verputzt, fünf Achsen breit, Kastenfenster, Schieferdeckung, drei Dachhäuschen, in der Rückansicht Fachwerk am Giebel erkennbar. | 08961458 |
| Direkt Bild zu diesem Denkmal hochladen | Wohnhaus in halboffener Bebauung | Marienstraße 13 (Karte)                                 | 2. Hälfte 18. Jahrhundert                            | Schlichter Wohnbau mit hohem Schopfwalmdach, Stichbogenportal, baugeschichtlich von Bedeutung. Zweigeschossiger Mauerwerksbau, verputzt, sechs Achsen breit, Stichbogenportal mit gründerzeitlicher Tür bei denkmalgerechter Sanierung versetzt. | 08961378 |
| Direkt Bild zu diesem Denkmal hochladen | Wohnhaus in halboffener Bebauung | Marienstraße 15 (Karte)                                 | bezeichnet 1751                                      | Stattlicher barocker Wohnbau, besonders wertvoll das gewölbte Treppenhaus, zahlreiche originale Ausbaudetails, baugeschichtlich von Bedeutung. Dreigeschossiger Mauerwerksbau, ursprünglich zweigeschossig mit Mansarddach, später straßenseitig aufgestockt, rückseitig originales Dach erhalten, Portal erstes Drittel 19. Jahrhundert, alter Ladeneinbau, innen Gewölbe im Ladenbereich, einige barocke Innentüren, barocker Deckenstuck, Kastenfenster, Fensterläden, Jugendstiltür, historischer Keller, 1977 gab es im Hof noch eine Steintafel mit folgender Inschrift: „Fürchte Gott / Tue recht / Scheue niemand / F. G. F. Anno 1751“. | 08961419 |
| Direkt Bild zu diesem Denkmal hochladen | Wohnhaus in halboffener Bebauung in Ecklage | Marienstraße 17 (Karte)                                 | 2. Hälfte 18. Jahrhundert, Kern womöglich älter      | Schlichter barocker Wohnbau mit hohem Mansarddach, markante Lage an Straßenkreuzung, baugeschichtlich und straßenbildprägend von Bedeutung. Zweigeschossiger Mauerwerksbau, verputzt, sechs Achsen breit, Mansardgeschoss ausgebaut mit breitem Dachaufbau. | 08961381 |
| Direkt Bild zu diesem Denkmal hochladen | Wohnhaus in geschlossener Bebauung | Marienstraße 19 (Karte)                                 | 2. Hälfte 18. Jahrhundert                            | Stattlicher Wohnbau mit mächtigem Satteldach, Stichbogenportal, baugeschichtlich von Bedeutung. Zweigeschossiger Mauerwerksbau, verputzt, sechs Achsen breit, keine Dachaufbauten (1998). | 08961456 |
| Direkt Bild zu diesem Denkmal hochladen | Wohnhaus in geschlossener Bebauung | Marienstraße 23 (Karte)                                 | 2. Hälfte 18. Jahrhundert                            | Stattlicher barocker Wohnbau mit mächtigem Satteldach, Durchfahrtstor mit Segmentbogen und Schlussstein, baugeschichtlich von Bedeutung. Zweigeschossiger Mauerwerksbau, verputzt, fünf Achsen breit, Schieferdeckung erneuert, keine Dachaufbauten (1998). | 08961469 |
| Direkt Bild zu diesem Denkmal hochladen | Sparkassengebäude in geschlossener Bebauung in Ecklage | Marktgäßchen 1 (Karte)                                  | um 1900                                              | Platzbeherrschender gründerzeitlicher Putzbau, baugeschichtlich und ortsgeschichtlich von Bedeutung. Dreigeschossiger Putzbau, gliedernde Elemente in Werkstein, Mittenbetonung durch Dacherker, weitere Dacherker akzentuieren die Gebäudeecken. | 08961477 |
| Direkt Bild zu diesem Denkmal hochladen | Wohnhaus in halboffener Bebauung in Ecklage und rückwärtiger Anbau | Mauergasse 1 (Karte)                                    | um 1800, im Kern älter                               | Schlichter Wohnbau mit Schopfwalmdach, Originaltür, ein Fenster des 16. Jahrhunderts, Rückgebäude mit sichtbarer Fachwerkkonstruktion im Obergeschoss, baugeschichtlich von Bedeutung. Zweigeschossiger Mauerwerksbau, beeinträchtigt durch Ladeneinbau und breitem Dachaufbau, Stichbogenportal mit klassizistischer Tür, Krüppelwalmdach – ursprünglich schiefergedeckt, Anbau mit Fenstergewände aus dem 16. Jahrhundert, historischer Keller, Rückgebäude mit Stichbogenportal, Erdgeschoss massiv, Fachwerkobergeschoss, Satteldach und Dachhecht. | 08961353 |
| Direkt Bild zu diesem Denkmal hochladen | Handelsschule mit Einfriedungsmauer und Vorgarten | Moritz-Nietzel-Straße 12 (Karte)                        | 1936–1937                                            | Qualitätvoller traditionalistischer Schulbau mit markanten Details wie Bauplastik und Farbglasfenster, baugeschichtlich und ortsgeschichtlich von Bedeutung. Zweigeschossiger Putzbau, Walmdach, dreibogige Vorhalle in Werkstein, starke Beeinträchtigung durch Isolierverkleidung wird aufgewogen durch Ausstattung, Inneres weitgehend unverändert, Bauplastik von Georg Türke „Meister und Lehrling“ mit der Inschrift „Verachtet mir die Meister nicht“, ursprünglich als Berufsschule nach einem Entwurf von Paul Beckert errichtet, Einweihung am 16. Oktober 1937. | 08961468 |
| Direkt Bild zu diesem Denkmal hochladen | Fabrik mit mehrgeschossigen Produktionsgebäuden (6, 7, 9, 14) und Verwaltungsgebäude 8 | Neue Marienberger Straße 189a; 189b (Karte)             | um 1915 (Gebäude 6)                                  | Einer der industriegeschichtlich bedeutendsten Werkkomplexe in Zschopau, architektonisch bemerkenswerte Bauten des Chemnitzer Industriearchitekten Willy Schönefeld in den sachlichen Formen des Neuen Bauens, baugeschichtlich, ortsgeschichtlich und technikgeschichtlich von Bedeutung. Fabrikansiedlung ab 1907 entlang des Bachlaufs der Tischau, Gründung durch den Zschopauer Industriepionier Rasmussen, - Quer zum Bachlauf angeordnetes, sechsgeschossiges Fertigungsgebäude 14: Stahlbetonkonstruktion, breite Fensterachsen, prägt die Hauptansicht der Fabrik, - Rückwärtig anschließendes viergeschossiges Fertigungsgebäude 7: Überleitung zu älterer Werkhalle 6 durch sechsgeschossigen, polygonalen Turm, - Traditionalistisches Verwaltungsgebäude 8: Straßenparalleler, eingeschossiger Putzbau, ausgebautes Walmdach, halbrunder Treppenbau, innen verändert, - Daran anschließend schmale, straßenseitig – zweigeschossiges, rückseitig dagegen fünfgeschossiges Fertigungsgebäude 9. Alle unter Schutz stehenden Bauten mit Ausnahme der Gebäude 6 und 8 stammen vermutlich von Willy Schönefeld. | 08961663 |
|                                         | Villa | Neue Marienberger Straße 189c (Karte)                   | um 1920, wohl 1917                                   | Anspruchsvoll gestalteter großer traditionalistischer Villenbau, Wohnsitz des Gründers der Motorradwerke Zschopau, J. S. Rasmussen, vermutlich Entwurf des Chemnitzer Architekten Willy Schönefeld, baugeschichtlich und ortsgeschichtlich von Bedeutung. Zweigeschossig auf hohem Sockel, Hanglage, Schieferrustika, im Obergeschoss Holzverschalung, schiefergedecktes Walmdach mit Dachreiter. | 08961759 |
|                                         | Wohnhaus in geschlossener Bebauung | Neumarkt 1 (Karte)                                      | 2. Hälfte 18. Jahrhundert                            | Schlichter barocker Wohnbau mit hohem Mansarddach, Teil der Umbauung des Neumarkts, im Erdgeschoss Gewölbe und barocker Deckenstuck, qualitätvolle Kacheldekoration in der Gaststätte, baugeschichtlich von Bedeutung. Zweigeschossiger Mauerwerksbau, verputzt, Porphyrgewände, Mansarddach überformt, Schieferdeckung, Ladeneinbau mit Porphyrgewänden, Kastenfenster, historischer Keller. | 08961334 |
| Weitere Bilder                          | Rathaus, zwischenzeitlich Gasthof | Neumarkt 2 (Karte)                                      | bezeichnet 1751                                      | Stattliches barockes Bauwerk mit mächtigem Mansardwalmdach und mittigem Dacherker, beherrschende Lage im Stadtzentrum zwischen Neumarkt und Altmarkt, qualitätvolle Gestaltungselemente der 1920er Jahre, baugeschichtlich, ortsgeschichtlich und platzbildprägend von Bedeutung. Zweigeschossiger Mauerwerksbau, verputzt, acht Achsen breit, ausgebautes Mansarddach mit sieben Dachhäuschen, Schieferdeckung, Hauptportal und Seiteneingang in expressionistischen Formen, historischer Keller. Zweigeschossiger massiver Steinbau, ziegelgedecktes Mansarddach mit teilweise stehenden und teilweise hängenden Dachfenstern, großer schiefergedeckter Dachreiter mit Uhr, Glocken und Wetterfahne von 1751. Das Rathaus wurde nach dem großen Stadtbrand 1748 wieder aufgebaut und 1751 vollendet. Einige Teile reichen bis auf den alten Rathausbau von 1634 zurück. Bemerkenswertes Portal: Unterer Teil zeigt Renaissancemerkmale, oberer Teil repräsentiert den Barockstil. Nach dem Brand von 1748 wurde es vermutlich renoviert. Das Portal trägt die Inschrift: „1751 Deutsches Haus umgebaut 1920“. | 08961476 |
|                                         | Mietshaus in geschlossener Bebauung | Neumarkt 3 (Karte)                                      | um 1905                                              | Anspruchsvoll gestalteter Bau, Stilformen aus Renaissance und Barock, städtebaulich bedeutsam als Teil der Umbauung des Neumarkts, baugeschichtlich und platzbildprägend von Bedeutung. Dreigeschossiger Putzbau, Mittenbetonung durch knappen Erker und Dacherker mit Dreiecksgiebel, zwei flankierende Dacherker, Erdgeschoss beeinträchtigt durch Laden, Türen original (1998), Fenster im Denkmalsinne erneuert, innen teilweise überformt, historischer Keller. | 08961333 |
|                                         | Wohnhaus in geschlossener Bebauung | Neumarkt 5 (Karte)                                      | 1750 Wiederaufbau                                    | Mit Laden, schlichter Wohnbau mit hohem Satteldach, städtebaulich bedeutsam als Teil der westlichen Bebauung des Neumarkts, großer Ladeneinbau, baugeschichtlich von Bedeutung. Zweigeschossiger Mauerwerksbau, verputzt, Portal mit Porphyrgewänden und Architrav, Ladeneinbau Ende 19. Jahrhundert mit Pilastergliederung in Porphyr, Beeinträchtigung durch Dachausbau auf gesamter Gebäudebreite, historischer Keller. | 08961338 |
| Direkt Bild zu diesem Denkmal hochladen | Wohnhaus in geschlossener Bebauung | Neumarkt 15 (Karte)                                     | 2. Hälfte 18. Jahrhundert                            | Stattlicher barocker Wohnbau mit hohem Mansarddach, Einfahrtstor mit Korbbogen und Schlussstein, historisches Tor, Einfahrt mit Kreuzgratgewölben, baugeschichtlich von Bedeutung. Zweigeschossiger Mauerwerksbau, verputzt, Ladeneinbau, Beeinträchtigung durch zweigeschossigen Dachausbau, historischer Keller, Porphyrportal mit Jahreszahl „1800“ und Anker. | 08961341 |
| Direkt Bild zu diesem Denkmal hochladen | Wohnhaus in geschlossener Bebauung | Neumarkt 17 (Karte)                                     | 2. Hälfte 18. Jahrhundert                            | Schlichter barocker Wohnbau mit hohem Mansarddach, städtebaulich bedeutsam als Teil der nördlichen Bebauung des Neumarkts, Kreuzgratgewölbe im Laden, baugeschichtlich von Bedeutung. Zweigeschossiger Mauerwerksbau, verputzt, Mansarddach, Ladeneinbau, Mansardgeschoss mit breitem Dachhaus der 1930er Jahre, historischer Keller. | 08961340 |
| Direkt Bild zu diesem Denkmal hochladen | Wohnhaus in halboffener Bebauung | Obere Mühlstraße 15 (Karte)                             | um 1880                                              | Qualitätvoller spätklassizistischer Wohnbau mit markanter Eingangsloggia, vermutlich ehemals zusammengehörig mit benachbarter Fabrik (Nummer 17), baugeschichtlich von Bedeutung. Zweigeschossiger Putzbau, fünf Achsen breit, Eingangsloggia mit vier kleinen Pfeilern trägt Balkon mit gusseisernem Geländer, Tür und Fenster in Mittelachse original. | 08961488 |
| Direkt Bild zu diesem Denkmal hochladen | Ehemaliges Spinnereigebäude mit vorgelagertem Garten (Gartendenkmal) und Gartenhäuschen | Obere Mühlstraße 17 (Karte)                             | bezeichnet 1837 und 1838                             | Imposanter dreigeschossiger Fabrikbau herrschaftlichen Charakters, Mittelrisalit mit Tympanon, Originaltür, baugeschichtlich und ortsgeschichtlich von Bedeutung. - Fabrik: Dreigeschossiger Mauerwerksbau, 12 Achsen breit, Risalit vierachsig, breites Portal mit Korbbogen, Schlussstein und vorkragender Verdachung bezeichnet „W. 1837“, innen breites Vestibül, dorische Säule am Treppenansatz, Fenster denkmalgerecht erneuert, Krüppelwalmdach, Dachausbau mit breiten Zwerchhäuschen, ehemals Firma Scheil, - Gartenhäuschen: Spätklassizistischer Putzbau, Pilastergliederung, Tympanon, Fenster und Türen original. | 08961489 |
| Direkt Bild zu diesem Denkmal hochladen | Wohnhaus mit Toreinfahrt | Obere Mühlstraße 19 (Karte)                             | 1929                                                 | Villenartiges Gebäude, baugeschichtlich bedeutend als Zeugnis gemäßigter Neuer Sachlichkeit, Villa des Strumpffabrikanten Max Kreißig. Zweigeschossiger Putzbau mit markantem Eingang (Freitreppe), darüber große Treppenhausfenster, Kubus mit fast bündigen, kleinteiligen Sprossenfenstern (teilweise in den 1990er Jahren durch solche aus Kunststoff ersetzt), flaches Walmdach. Das Gebäude verfügt über eine großzügige Diele über beide Etagen, eine Chauffeurswohnung und originale Holzvertäfelung, Einbauschränke und Marmorkamine. Architekt: Walter Naumann (1888–1953). | 09306340 |
| Direkt Bild zu diesem Denkmal hochladen | Pfarrhaus | Pfarrgäßchen 1 (Karte)                                  | 2. Hälfte 18. Jahrhundert, Kern 1562                 | Frei stehender, besonders stattlicher barocker Wohnbau von neun Achsen Breite, hohes Mansardwalmdach weithin sichtbar und prägend für die Stadtansicht, baugeschichtlich, hausgeschichtlich und ortsgeschichtlich von Bedeutung. Zweigeschossiger Mauerwerksbau, verputzt, Porphyrgewände, zwei Stichbogenportale mit Schlussstein, Dachhäuschen in zwei Ebenen angeordnet, Schieferdeckung, Kastenfenster, Tür vermutlich original. | 08961475 |
| Direkt Bild zu diesem Denkmal hochladen | Wohnhaus mit rückwärtigem Anbau (Nr. 2), Mauer und Nebengebäude (Nr. 4) in geschlossener Bebauung in Ecklage | Pfarrgäßchen 2; 4 (Karte)                               | um 1780                                              | Schlichter barocker Wohnbau mit mächtigem Mansarddach in markanter städtebaulicher Situation, Nebengebäude eingeschossiger barocker Wohnbau mit charakteristischem Mansarddach, baugeschichtlich und straßenbildprägend von Bedeutung. Zweigeschossiger Mauerwerksbau, verputzt, Porphyrgewände, Mansarddach mit Schopfwalm am Pfarrgäßchen, späterer Dachausbau mit breitem, spitz übergiebeltem Dachhäuschen, teilweise Holzfenster, historischer Keller. | 08961335 |
| Direkt Bild zu diesem Denkmal hochladen | Wandbild im Speisesaal eines Altenheimes | Rasmussenstraße 8 (Karte)                               | 1972                                                 | Großflächiges Wandbild von bemerkenswerter Qualität, ein Werk des Malers Volker Tröger aus Freiberg, Darstellung der Stationen des Lebens von der Kindheit bis zum Alter, künstlerisch von Bedeutung. 7 Meter breites und 2,50 Meter hohes Wandbild, expressionistische Stilformen, das Wandbild wurde beim jüngsten Umbau des Feierabend- und Pflegeheims restauriert und umgesetzt, ursprünglich schmückte es die gegenüberliegende Wand. | 08961758 |
| Direkt Bild zu diesem Denkmal hochladen | Wohnhaus | Rasmussenstraße 9 (Karte)                               | 1920er Jahre                                         | Qualitätvoller traditionalistischer Wohnbau mit wirkungsvollem Bruchsteinmauerwerk und markantem Steildach, unverändert erhalten, vermutlich Zusammenhang mit Motorradwerken Zschopau, baugeschichtlich von Bedeutung. Eingeschossig, hohes Satteldach mit Biberschwanzdeckung, alle Fenster original (1998), Giebel holzverschalt, kleiner Wirtschaftsanbau verputzt. | 08961666 |
| Direkt Bild zu diesem Denkmal hochladen | Villa | Rasmussenstraße 30 (Karte)                              | 1921                                                 | Kleiner traditionalistischer Villenbau, markanter Grundriss, halbrundes Treppenhaus, originale Details, zusammengehörig mit Motorradwerken Zschopau (Neue Marienberger Straße 189), baugeschichtlich von Bedeutung. Eingeschossig, hohes, teilweise ausgebautes Satteldach, schräg abgewinkelter Anbau, Originaltür, Originalfenster, Blick auf Motorradwerke Zschopau, möglicherweise Direktorenwohnung. | 08961665 |
| Direkt Bild zu diesem Denkmal hochladen | Villa | Rasmussenstraße 35 (Karte)                              | 1921                                                 | Qualitätvoller traditionalistischer Wohnbau in Elementbauweise, Holzkonstruktion auf Bruchsteinsockel, in prominenter Lage, baugeschichtlich von Bedeutung. Eingeschossig, hohes, ausgebautes Satteldach, Fertigteilbauweise, Fensterläden, Originaltür, Originalfenster, Blick auf Motorradwerke Zschopau, möglicherweise Direktorenwohnhaus. | 08961664 |
| Direkt Bild zu diesem Denkmal hochladen | Wohnhaus in geschlossener Bebauung in Ecklage, mit Anbau | Rudolf-Breitscheid-Straße 1 (Karte)                     | 2. Hälfte 18. Jahrhundert                            | Barocker Wohnbau mit markantem Schopfwalmdach in städtebaulich wirksamer Position, baugeschichtlich von Bedeutung. Zweigeschossiger Mauerwerksbau, Schieferdeckung, im zweigeschossigen Anbau an der Rudolf-Breitscheid-Straße dreijochiges Kreuzgratgewölbe. | 08961467 |
|                                         | Wohnhaus in geschlossener Bebauung | Rudolf-Breitscheid-Straße 3 (Karte)                     | 2. Hälfte 18. Jahrhundert                            | Kleiner Wohnbau mit hohem Satteldach und historischem Ladeneinbau, baugeschichtlich von Bedeutung. Zweigeschossiger Mauerwerksbau, verputzt, drei Achsen breit, linksseitig Eingang mit profiliertem Porphyrgewände und gründerzeitlicher Tür, mittig Ladenfenster, ebenfalls mit profiliertem Porphyrgewände und Architrav, rechts späterer Ladeneingang, alte Holzfenster (1998). | 08961384 |
| Direkt Bild zu diesem Denkmal hochladen | Wohnhaus in geschlossener Bebauung, später Firmensitz | Rudolf-Breitscheid-Straße 4 (Karte)                     | 2. Hälfte 18. Jahrhundert                            | Umbau eines barocken Wohnbaus zum Firmensitz, qualitätvolle Jugendstilfassade, baugeschichtlich von Bedeutung. Dreigeschossiger Putzbau, flachgeneigtes Satteldach, Dacherker mit Zierfachwerk, Erdgeschoss überformt, mittig Durchfahrtstor mit Korbbogen, differenzierte Putzgliederung in geometrischen Formen. | 08961385 |
| Direkt Bild zu diesem Denkmal hochladen | Wohnhaus in halboffener Bebauung in Ecklage mit Nebengebäude | Rudolf-Breitscheid-Straße 9 (Karte)                     | 2. Hälfte 18. Jahrhundert                            | Stattlicher barocker Wohnbau mit mächtigem Schopfwalmdach in markanter Lage, baugeschichtlich von Bedeutung. Zweigeschossiger Mauerwerksbau, verputzt, fünf Achsen breit, Ladeneinbau, beeinträchtigt durch breite Schleppluke. | 08961392 |
| Direkt Bild zu diesem Denkmal hochladen | Wohnhaus in geschlossener Bebauung | Rudolf-Breitscheid-Straße 10 (Karte)                    | 2. Hälfte 18. Jahrhundert                            | Stattlicher barocker Wohnbau mit hoch aufragendem Satteldach, baugeschichtlich von Bedeutung. Zweigeschossiger Mauerwerksbau, verputzt, sieben Achsen breit, mittiges Durchfahrtstor mit Rundbogen, Fenstergewände gründerzeitlich überformt, Schieferdeckung, kein Dachausbau (1998). | 08961386 |
|                                         | Wohnhaus in geschlossener Bebauung in Ecklage | Rudolf-Breitscheid-Straße 11 (Karte)                    | 2. Hälfte 18. Jahrhundert                            | Stattlicher barocker Wohnbau mit mächtigem Walmdach in markanter Lage, baugeschichtlich und straßenbildprägend von Bedeutung. Zweigeschossiger Mauerwerksbau, verputzt, acht Achsen breit, mittiges Durchfahrtstor mit Segmentbogen und Schlussstein, gründerzeitliches Tor, zwei Segmentbogenfenster, vermutlich Läden, ein späterer Ladeneinbau, kein Dachausbau (1998). | 08961391 |
| Direkt Bild zu diesem Denkmal hochladen | Wohnhaus in geschlossener Bebauung | Rudolf-Breitscheid-Straße 14 (Karte)                    | 2. Hälfte 18. Jahrhundert                            | Schlichter barocker Wohnbau mit mächtigem Satteldach, qualitätvoller Umbau des Erdgeschosses zum Laden, baugeschichtlich von Bedeutung. Zweigeschossiger Mauerwerksbau, verputzt, fünf Achsen breit, Ladenfenster im Erdgeschoss durch unterschiedlich breite Pilaster gerahmt, im Obergeschoss alte Holzfenster, kein Dachausbau (1998). | 08961387 |
| Direkt Bild zu diesem Denkmal hochladen | Wohnhaus in halboffener Bebauung und Garten | Rudolf-Breitscheid-Straße 16 (Karte)                    | 1868                                                 | Repräsentativer villenartiger Wohnbau in spätklassizistischem Habitus, Originalputz, baugeschichtlich und straßenbildprägend von Bedeutung. Zweigeschossiger Putzbau auf hohem Sockel, kubischer Baukörper, Risalitgliederung, Eckrustika, Rundbogenfenster im Erdgeschoss, gartenseitiger Eingang von toskanischen Säulen flankiert, flachgeneigtes Walmdach, zeitweise als Poliklinik genutzt. | 08961389 |
|                                         | Wohnhaus (mit Gaststätte) in geschlossener Bebauung in Ecklage | Rudolf-Breitscheid-Straße 19                            | letztes Drittel 19. Jahrhundert                      | Anspruchsvoll gestalteter Wohnbau mit neugotischem Dekor in markanter städtebaulicher Situation, baugeschichtlich und straßenbildprägend von Bedeutung. Zweigeschossiger Putzbau, Eckbereich turmartig artikuliert, im Erdgeschoss Segmentbogenfenster, Gaststättentür der 1920er Jahre. | 08961390 |
| Direkt Bild zu diesem Denkmal hochladen | Gasthaus mit Seitengebäude, ehemals Wohnhaus und Seitengebäude eines Bauernhofes | Rudolf-Breitscheid-Straße 36; 38 (Karte)                | 2. Drittel 19. Jahrhundert                           | Heutige Gasthausgebäude gehörte mit den Seitengebäuden zu einem ehemaligen Bauernhof, dem Gebäudeensemble kommt eine ortsgeschichtliche Bedeutung zu. - Gasthaus (Nummer 38), ehemaliges Bauernhaus: Zweigeschossiger Mauerwerksbau, verputzt, hohes, schiefergedecktes Satteldach, vermutlich um 1700 erbaut, - Seitengebäude (Nummer 36): Schmaler, zweigeschossiger Mauerwerksbau, verputzt, 11 Achsen lang, Satteldach mit breiter Schleppluke, - Scheunenanbau in Holz: Ursprünglich Seitengebäude des Bauerngutes, vermutlich um 1700 erbaut. | 08961677 |
| Direkt Bild zu diesem Denkmal hochladen | Mietshaus in halboffener Bebauung | Rudolf-Breitscheid-Straße 37 (Karte)                    | 1908                                                 | Qualitätvoller Mietsbau mit bemerkenswerter malerischer Dekoration im Innern, baugeschichtlich, ortsentwicklungsgeschichtlich und künstlerisch von Bedeutung. Dreigeschossig, im Erdgeschoss Putzgliederung, in den Obergeschossen roter Ziegelverblender, Eingang mittig, polygonaler Erker nach links verrückt, Dacherker überformt, Originaltür, Inneres weitgehend original, im Hausflur Ausmalungen. | 08961345 |
| Direkt Bild zu diesem Denkmal hochladen | Mietshaus in geschlossener Bebauung | Rudolf-Breitscheid-Straße 39 (Karte)                    | um 1905                                              | Qualitätvoller Mietsbau mit markantem Dacherker, baugeschichtlich und ortsentwicklungsgeschichtlich von Bedeutung. Dreigeschossig, im Erdgeschoss Originalputz verloren, in den Obergeschossen gelber Ziegelverblender, mittiger Dacherker mit Jugendstil-Motiven, Originaltür, Inneres einfach, aber unverändert (1998). | 08961436 |
| Direkt Bild zu diesem Denkmal hochladen | Mietshaus in geschlossener Bebauung | Rudolf-Breitscheid-Straße 56 (Karte)                    | um 1905                                              | Qualitätvoller Mietsbau, markanter Dacherker, Originaltür, baugeschichtlich und ortsentwicklungsgeschichtlich von Bedeutung. Dreigeschossig, im Erdgeschoss Originalputz verloren, in den Obergeschossen roter Ziegelverblender, Betonung der Mittelachse durch Zusammenfassung der Fenster und Dacherker mit geschwungener Bekrönung. | 08961435 |
|                                         | Wohnhaus in geschlossener Bebauung | Schillerplatz 1 (Karte)                                 | bezeichnet 1892                                      | Qualitätvoller Wohnbau mit differenzierter Fassadengliederung, charakteristischer Dacherker, Originalfenster (1998), baugeschichtlich und ortsentwicklungsgeschichtlich von Bedeutung. Zweigeschossiger Putzbau, symmetrische Fassadenaufteilung, Mittenbetonung durch Dacherker mit gekuppelten Rundbogenfenstern, flankiert von Dachhäuschen, straffe Gesimsgliederung, Rosettenschmuck. | 08961464 |
| Direkt Bild zu diesem Denkmal hochladen | Stadtmauer | Schillerplatz 4; 6; 8; 10                               |                                                      | Einzeldenkmal oben genannter Sachgesamtheit (siehe auch Sachgesamtheitsdokument für Obj. 09306353, An den Anlagen 1–17) | 08961951 |
| Direkt Bild zu diesem Denkmal hochladen | Stadtmauer | Schillerplatz 4; 6; 8; 10 (Karte)                       | 1495                                                 | spätmittelalterliche Befestigung der Stadt Zschopau, teilweise als aufgehendes Mauerwerk erhalten, teilweise in jüngere Bausubstanz einbezogen, siehe auch unter An den Anlagen 1–17, An der Kirche 4, 5 und Ludwig-Würkert-Straße 1–11, baugeschichtlich und stadtgeschichtlich von Bedeutung. Einzeldenkmal oben genannter Sachgesamtheit (siehe auch Sachgesamtheitsdokument für Obj. 09306353, An den Anlagen 1–17) | 08961945 |
| Direkt Bild zu diesem Denkmal hochladen | Wohnhaus in geschlossener Bebauung | Schillerplatz 6 (Karte)                                 | 2. Hälfte 18. Jahrhundert                            | Stattlicher Wohnbau mit hohem Satteldach, mittige Durchfahrt mit Stichbogen, baugeschichtlich von Bedeutung. Zweigeschossiger Mauerwerksbau, verputzt, sechs Achsen breit, Kunststofffenster, Pfannendeckung, keine Dachaufbauten (1998). | 08961461 |
| Direkt Bild zu diesem Denkmal hochladen | Wohnhaus in geschlossener Bebauung | Schillerplatz 8 (Karte)                                 | 2. Hälfte 18. Jahrhundert                            | Stattlicher Wohnbau mit hohem Satteldach und mittiger Durchfahrt zweigeschossiger Mauerwerksbau, verputzt, sechs Achsen breit, Porphyrgewände, Durchfahrtstor mit geradem Abschluss, Kastenfenster, Schieferdeckung, keine Dachaufbauten (1998). | 08961460 |
|                                         | Eisenbahnbrücke über die Zschopau mit flankierenden Böschungsmauern | Schlachthofstraße (Karte)                               | um 1865                                              | Beeindruckendes, in Bruchstein gemauertes Brückenbauwerk, Pfeiler in Flussmitte trägt zwei weit gespannte Segmentbögen, baugeschichtlich und technikgeschichtlich von Bedeutung. | 08961739 |
| Direkt Bild zu diesem Denkmal hochladen | Gartenhaus | Schlachthofstraße 3 (Karte)                             | 2. Hälfte 19. Jahrhundert                            | Baugeschichtlich und sozialgeschichtlich bedeutsam. Eingeschossig, Bruchsteinmauerwerk, Stichbogenportal mit Schlussstein und waagerechtem Gebälk aus Porphyrtuff, Krüppelwalmdach, Traufe und Giebelseite verschalt. | 08961671 |
| Weitere Bilder                          | Sachgesamtheit Schloss Wildeck mit Bergfried „Dicker Heinrich“ | Schloß Wildeck                                          | 1545, Umbau zum Jagdschloss                          | Beeindruckende Burganlage auf einem Felssporn am südlichen Rand der Altstadtterrasse, historische Keimzelle der Stadt, bewacht den Übergang über die Zschopau, dominierend im Stadtbild, beeindruckende, polygonal gebrochene Flussansicht, Anlage von baugeschichtlicher, regionalgeschichtlicher, künstlerischer und landschaftsgestaltender Bedeutung. Sachgesamtheit mit folgenden Einzeldenkmalen: - Bergfried und Jagdschloss (siehe Einzeldenkmale 09301414, gleiche Anschrift), - Der Burgberg sowie terrassierte Nutz- und Ziergärten im unmittelbaren Burgbereich (Neuanlage vor 2007 – Gartendenkmal) Polygonal gebrochene Dreiflügelanlage, im Kernbereich dreigeschossig, flussseitig an den Eckpunkten durch turmartig erhöhte, übergiebelte Erker akzentuiert, dazwischen große Zwerchhäuser mit Dreiecksgiebeln, im Hof sechseckiger Treppenturm mit geschwungener Haube, teilweise Mansarddach, in Hofmitte frei stehender, runder Bergfried, Bekrönung durch Georg Laudeley hypothetisch rekonstruiert mit Zinnen und spitzem, kegelförmigem Helm, verputzt. | 08961953 |
| Weitere Bilder                          | Schloss Wildeck mit Bergfried „Dicker Heinrich“: Bergfried und Jagdschloss | Schloss Wildeck 1 (Karte)                               | 12./13. Jahrhundert                                  | Hufeisenförmige Schlossanlage auf einem Felssporn am südlichen Rand der Altstadtterrasse, historische Keimzelle der Stadt, bewacht den Übergang über die Zschopau, dominierend im Stadtbild, beeindruckende, polygonal gebrochene Flussansicht, Anlage von baugeschichtlicher, regionalgeschichtlicher, künstlerischer und landschaftsgestaltender Bedeutung. Einzeldenkmale der Sachgesamtheit (siehe auch Sachgesamtheitsdokument für Obj. 08961953, gleiche Anschrift) Polygonal gebrochene Dreiflügelanlage, im Kernbereich dreigeschossig, flussseitig an den Eckpunkten durch turmartig erhöhte, übergiebelte Erker akzentuiert, dazwischen große Zwerchhäuser mit Dreiecksgiebeln, im Hof sechseckiger Treppenturm mit geschwungener Haube, teilweise Mansarddach, in Hofmitte frei stehender, runder Bergfried, Bekrönung durch Georg Laudeley hypothetisch rekonstruiert mit Zinnen und spitzem, kegelförmigem Helm, verputzt, Innenräume aus der Zeit des Umbaus zum Jagdschloss. | 09301414 |
| Direkt Bild zu diesem Denkmal hochladen | Wohnhaus in geschlossener Bebauung in Ecklage mit Nebengebäude | Schloßberg 1 (Karte)                                    | 2. Hälfte 18. Jahrhundert, Kern wahrscheinlich älter | Stattlicher barocker Wohnbau mit mächtigem Mansardwalmdach, prominente städtebauliche Position am Übergang vom Altmarkt zum Schlossberg, baugeschichtlich und straßenbildprägend von Bedeutung. Zweigeschossiger Mauerwerksbau, verputzt, Erdgeschoss teilweise überformt, Ladeneinbau, Schieferdeckung, drei doppelachsige Dachhäuschen, eingeschossiges Nebengebäude mit Mansarddach vermutlich zeitgenössisch, beeinträchtigt durch Garageneinbau. | 08961473 |
| Direkt Bild zu diesem Denkmal hochladen | Wohnhaus in halboffener Bebauung in Ecklage mit Einfriedung und Gartenhaus | Schloßberg 3 (Karte)                                    | 2. Hälfte 18. Jahrhundert                            | Stattlicher barocker Wohnbau auf quadratischem Grundriss mit Mansardwalmdach, in Nachbarschaft zum Schloss Wildeck, besonders wertvoll das dazugehörige zeitgenössische Gartenhäuschen, baugeschichtlich und straßenbildprägend von Bedeutung. - Zweigeschossiger Mauerwerksbau, verputzt, sechs Achsen breit, sechs Achsen tief, Porphyrgewände und Dachhäuschen in gestaffelter Anordnung, Schieferdeckung, Stichbogenportal mit Schlussstein, Tür vermutlich 1920er Jahre, Kastenfenster (1998), - Gartenhaus: Eingeschossig mit hohem Schopfwalmdach. | 08961474 |
| Direkt Bild zu diesem Denkmal hochladen | Fabrikantenvilla mit Villengarten und dazugehörigem Schuppen | Seminarstraße 247c (Karte)                              | letztes Drittel 19. Jahrhundert                      | Wertvoller spätklassizistischer Villenbau, differenzierte Putzgliederung, Tür und Fenster original (1998), baugeschichtlich und gartenkünstlerisch von Bedeutung. - Villa: Zweigeschossiger Putzbau auf rechteckigem Grundriss, Mittelrisalit mit Rundbogenfenstern überragt niedriges Obergeschoss, Originalputz, Eckpilaster, flach geneigtes Walmdach, - Genselpark: Naturnaher Laubmischwald mit Ahorn, Buche und Eiche als Hauptbaumarten, seit zirka 50 Jahren der Natur überlassen ohne Pflege – historische Wegenetz nur noch teilweise erkennbar, wenige baufällige Weggeländer erhalten, ursprünglich war Park über eine Hängebrücke vom gegenüberliegenden Ufer zugänglich – heute nicht erhalten, Park rund 350 Meter lang und zirka 40–50 Meter breit. | 08961455 |
| Direkt Bild zu diesem Denkmal hochladen | Wohnhaus in geschlossener Bebauung | Spinnereistraße 6 (Karte)                               | 1. Drittel 19. Jahrhundert                           | Typischer vorstädtischer Wohnbau am Weg zur Bodemerschen Spinnerei, Portal und Tür original (1998), baugeschichtlich und ortsentwicklungsgeschichtlich von Bedeutung. Zweigeschossig, Erdgeschoss gemauert, im Obergeschoss vermutlich unter Putz Fachwerk, vier Achsen breit, Beeinträchtigung durch ein verbreitertes Fenster im Obergeschoss, hohes Satteldach ohne Aufbauten, alte Kastenfenster (1998). | 08961491 |
| Direkt Bild zu diesem Denkmal hochladen | Wohnhaus in geschlossener Bebauung | Spinnereistraße 8 (Karte)                               | 1. Drittel 19. Jahrhundert                           | Typischer vorstädtischer Wohnbau am Weg zur Bodemerschen Spinnerei, Portal und Tür original, baugeschichtlich und ortsentwicklungsgeschichtlich von Bedeutung. Zweigeschossig, Erdgeschoss gemauert, im Obergeschoss vermutlich unter Putz Fachwerk, fünf Achsen breit, alte Kastenfenster, Portal mit Zahnschnitt und vorkragender Verdachung, Satteldach ohne Aufbauten (1998). | 08961495 |
| Direkt Bild zu diesem Denkmal hochladen | Wohnhaus in halboffener Bebauung | Spinnereistraße 10 (Karte)                              | 1. Drittel 19. Jahrhundert                           | Typischer schlichter vorstädtischer Wohnbau am Weg zur Bodemerschen Spinnerei, baugeschichtlich und ortsentwicklungsgeschichtlich von Bedeutung. Zweigeschossig, Erdgeschoss gemauert, im Obergeschoss vermutlich unter Putz Fachwerk, vier Achsen breit, alte Kastenfenster, schiefergedecktes Satteldach mit zwei Dachhäuschen, rückwärtiger Anbau zeitgenössisch, Brandmauer mit Halbkreisfenster bildet Abschluss der Zeile. | 08961494 |
| Direkt Bild zu diesem Denkmal hochladen | Manufaktur- oder Fabrikgebäude, dazugehöriges Kutscherhaus, Scheune und Garten | Spinnereistraße 211; 211a; 211b (Karte)                 | 1805                                                 | Repräsentativer Gewerbebau, Risalitgliederung mit spätbarocken Formmotiven, Haupt- und Nebengebäude durch analog gegliederte Mansardwalmdächer zusammengefasst, bedeutsam als Gründungsbau der industriellen Entwicklung in Zschopau, baugeschichtlich und technikgeschichtlich von Bedeutung. - Manufakturgebäude: Zweigeschossiger Mauerwerksbau, 16 Achsen breit, zwei einachsige Risalite mit Eingängen und Rundbogenfenster im Obergeschoss, Türen original, Eckrustika, Fenster- und Türeinfassungen Porphyrtuff, hohes ziegelgedecktes Mansarddach, im Hof Arkaden, im Erdgeschoss teilweise Gewölbe, bemerkenswerte Portale mit Initialen „J.B.“ für Jacob Bodemer, - Kutscherhaus, ehemaliger Stall: Eingeschossiger Mauerwerksbau, Porphyrgewände, ein Stichbogenportal mit Schlussstein, ein Portal mit Zahnschnitt und vorkragender Verdachung, hohes ziegelgedecktes Mansarddach, ein Sitznischenportal der Renaissance vom Meisterhaus der Weber an der Stirnseite eingebaut, - Scheune: Zweigeschossig, Erdgeschoss gemauert, Obergeschoss Fachwerk (eventuell aufgemalt?), hohes schiefergedecktes Schopfwalmdach, große Holztore. | 08961493 |
|                                         | Spinnerei mit Fabrikgebäuden (aus zwei Bauphasen), Remisengebäude, Transformatorenhaus, Treppe zum Bahnhof, Verwaltungsgebäude und Wehr in der Zschopau | Spinnereistraße 212 (Karte)                             | 1. Hälfte 19. Jahrhundert                            | Industriegeschichtlich bedeutendster Komplex in Zschopau, verbunden mit dem Namen der Industriellenfamilie Bodemer, beeindruckende Gesamtanlage, qualitätvolle Bauteile, Ablesbarkeit der Entwicklung, überwiegend original erhalten, Wehr nach eigenem Entwurf Johann Georg Bodemers, baugeschichtlich, ortsgeschichtlich und technikgeschichtlich von Bedeutung. Das ehemalige Verwaltungsgebäude der Zschopauer Spinnerei, entstanden 1938 als letztes größeres Bauwerk auf dem Industriegelände, ist ein Kulturdenkmal aus baugeschichtlichen und ortsgeschichtlichen Gründen. Die Baumwollspinnerei Bodemer ist seit über 200 Jahren eng mit der Orts-, Wirtschafts- und Sozialgeschichte Zschopaus verbunden, ja, historisch prägend für den Ort geworden. Nicht nur die Produktionsstätten in der Aue selbst, auch damit verbundene Werkssiedlungen, Staumauern und andere technische Monumente sind von Zschopau nicht trennbare Monumente. Vor diesem Hintergrund ist das in Rede stehende Gebäude ebenso unabdingbar eingebunden. Seine baugeschichtliche Bedeutung liegt obendrein darin, dass es die für seine Erbauungszeit typischen Formen und Materialien aufweist. Es ist in dem für die 1930er Jahre charakteristischen Heimatstil gehalten, der sich durch Segmentbogenöffnungen (auch bei den Innentüren), den Rauputz, den tiefen Baukörper und das recht stark geneigte Satteldach mit kleinen stehenden Gaupen ausdrückt. Leider sind die ebenfalls charakteristischen hölzernen Schlagläden verloren gegangen. Interessant ist auch, dass der ab den späten 1930er Jahren vorgeschriebene Luftschutzkeller unter der Terrasse noch vorhanden ist. Auch das Gebäude selbst weist in Teilen eine Stahlskelettkonstruktion auf. Was es für einen Aufwand für seine Errichtung gab, zeigen außerdem die flächendeckenden Porphyrgewände und der Bauschmuck (Schlussstein). Die konservative, ja, völkische Architektur ist gleichwohl durchdacht, was sich auch in der kleinteiligen Fenstersprossung ausdrückt (ein Erbe der 1920er Jahre) sowie durch ein ausgewogenes, den großen Baukörper strukturierendes Wand-Öffnungs-Verhältnis. Der für das öffentliche Erhaltungsinteresse (Denkmalwürdigkeit) nötige Dokumentationswert ist für das Haus noch in hohem Maße gegeben, bis auf die genannten Fensterläden sind fast alle bauzeitlichen Details noch vorhanden. Die Erdgeschossfenster aus den 1990er Jahren sind im ursprüngliche Sinne geteilt. Ein exemplarischer Wert besteht darüber hinaus darin, dass es zu den vergleichsweise seltenen Bauwerken gehört, die den originalen Baubestand der 1930er Jahre – inklusive Luftschutzkeller – der Nachwelt noch vor Augen führen können. Darüber hinaus ist es das einzige Gebäude ab der Zeit des späteren 19. Jahrhunderts, das sich von den Bodemer-Bauten noch in einem guten Zustand befindet. Johann Jacob Bodemer betrieb seit 1787 in Leipzig englische Warenhandlung, 1790 Kauf einer Kattunfabrik in Großenhain, hierfür Einkaufsstelle für Kattune und eine Bleicherei benötigt und durch Bodemer 1802 in Zschopau gegründet, zunächst nach Verlegersystem arbeitend: Ausgabe der Garne in Heimarbeit, gelieferte Kattune gebleicht und weiterverarbeitet, 1802–1805 Neubau Herrenhaus mit Kutscherhaus, ab 1819 erste Bodemersche Baumwollspinnerei nach Abbruch der Bleiche in Zschopau, später Aufgabe der Kattunweberei, Konzentration auf Spinnerei „Georg Bodemer“ firmierend, ständige Modernisierung der Maschinen erzeugte feinste Gespinste von überregionaler Anerkennung, großes soziales Engagement: Bodemer: 1845–78 Fabrikschule, ab 1846 Einführung des 13-Stunden-Tages, ab 1851 Fabriksparkasse und Krankenkasse, über Stiftung Einrichtung Pensionskasse, ab 1920 Bau von zwei Fabriksiedlungen „Grüne Aue“, „Blumengasse“ mit 160 Werkswohnungen, zahlreiche technische Erfindungen durch Johann Georg Bodemer, 1897/1921 Neubau Spinnerei mit Aufstockung, 1911 Neubau Turbinenhaus (beide Architekten Händel & Franke, Leipzig), ab 1913 „Zschopauer Baumwollspinnerei AG“ als Familien-AG firmierend, im Ersten Weltkrieg unbeschränkte Produktion, teilweise bis zu 4.000 Beschäftigte, Ankauf weiterer Fabriken wie Teichmannsche Fabrik, Zschopau, (1927), Baumwollspinnerei Gelenau AG (bis 1933), 1919 neues Zweigwerk in Göppersdorf, wirtschaftliche Probleme ab 1932 bis 1945, 1938 Neubau Verwaltungsgebäude (Architekten Metzler & Richter, Zschopau) ab 1952 VEB, 1990 Schließung, Abwicklung. - Ältere Bauphase ab 1833: L-förmig entlang der Spinnereistraße viergeschossige Mauerwerksbauten, Erdgeschoss durch Betonkonstruktion unterfangen, in den Obergeschossen Holzkonstruktion mit doppelter Stützenreihe erhalten, - Mittlere Bauphase der 1880er und 1890er Jahre: Zwei in Richtung auf die Zschopau angefügte, vier- bzw. fünfgeschossige Fabrikgebäude, Holzfachwerkkonstruktion oder Walzeisenkonstruktion auf gusseisernen Stützen, verputzt, Gesimsgliederung, angedeutete Risalite, originale Metallfenster, - Rückwärtige Bauinschriften: „1887 Bauen wär'ne Lust. Wann's nischt kust't 18?“ und „Hat's gewusst / Un doch gemusst: /Noch emol/Gekust't de Lust/G.B. 1897“, - Transformatorenhaus (1920) am Ausfluss des Mühlgrabens in die Zschopau, - Remise: Eingeschossiger Fachwerkbau mit flach geneigtem Satteldach, Ende 19. Jahrhundert, 1947 verändert, - Verwaltungsgebäude (1938): Zweigeschossiger Massivbau, verputzt mit Satteldach und Porphyrgewänden, Stichbogenportal mit Schlussstein, Treppe zum Bahnhof, daneben Keller in der Böschungsmauer, - Wehranlage (1879): Kronenbreite 51,00 Meter, Basis: 6,00 Meter, Krone: 5,00 Meter, Stauhöhe 4,15 Meter, Projektierung der Staumauer durch Georg Bodemer, wohl erstmals in Form (Schwergewichtsmauer) und Konstruktion (Stampfbeton) in Sachsen. | 08961662 |
| Direkt Bild zu diesem Denkmal hochladen | Aussichtsplattform und Metallplatte mit Inschrift | Thumer Straße (Karte)                                   | 1913                                                 | Durch die Industriellenfamilie Bodemer angebrachte Plattform mit Blick auf ihre Spinnerei, Tafel mit Goethezitat, ortsgeschichtliche Bedeutung. | 08961765 |
| Direkt Bild zu diesem Denkmal hochladen | Wohnhaus in offener Bebauung mit Vorgarten und Böschungsmauer | Thumer Straße 10 (Karte)                                | 1. Drittel 19. Jahrhundert                           | Typisches vorstädtisches Wohnhaus, baugeschichtlich von Bedeutung. Zweigeschossiger Mauerwerksbau, verputzt, Satteldach, Portal mit Porphyrgewände und vorkragender Verdachung. | 08961398 |
| Direkt Bild zu diesem Denkmal hochladen | Einfriedung des Gartens einer Villa mit Böschungsmauer, Keller und Metallbrüstung | Thumer Straße 14 (Karte)                                | letztes Drittel 19. Jahrhundert                      | Imposante Bruchsteinmauer entlang der Thumer Straße, Kellereingang mit Originaltür. | 08961669 |
| Direkt Bild zu diesem Denkmal hochladen | Scheune des sogenannten Roten Vorwerks | Thumer Straße 430 (Karte)                               | 18. Jahrhundert                                      | Hochwertiger, in Bruchstein gemauerter landwirtschaftlicher Nutzbau mit mächtigem Schopfwalmdach, baugeschichtlich und wirtschaftsgeschichtlich von Bedeutung. Drei Durchfahrten mit gedrückten Korbbögen, im Dachstuhl Verblattungen. | 08961764 |
| Direkt Bild zu diesem Denkmal hochladen | Zwölf Flurbegrenzungssteine (in Fortsetzung der Straße „Am Helmgarten“ entlang der Tischau in Richtung auf die Hohndorfer Mühle) | Tischauweg                                              |                                                      | | 08961760 |
|                                         | Wohnhaus in ehemals halboffener Bebauung | Untere Mühlstraße 1 (Karte)                             | bezeichnet 1812                                      | Schlichter Wohnbau mit markantem Steildach, baugeschichtlich von Bedeutung, bedeutsam für das Straßenbild am Brückenkopf. Zweigeschossig, Erdgeschoss gemauert, Porphyrgewände, Obergeschoss straßenseitig und an der östlichen Giebelseite gemauert, ansonsten unter Verkleidung erhaltene Fachwerkkonstruktion, keine Dachaufbauten (1998). | 08961486 |
| Direkt Bild zu diesem Denkmal hochladen | Frei stehendes Wohnhaus | Untere Mühlstraße 8 (Karte)                             | 1. Drittel 19. Jahrhundert                           | Kleiner vorstädtischer Wohnbau, Portal mit Kapitellen und vorkragender Verdachung, baugeschichtlich von Bedeutung. Zweigeschossiger Mauerwerksbau, verputzt, fünf Achsen breit, Porphyrgewände, Satteldach ohne Dachaufbauten (1998). | 08961487 |
| Direkt Bild zu diesem Denkmal hochladen | Brücke über die Eisenbahn unterhalb der Waldkirchener Straße | Waldkirchener Straße (Karte)                            | um 1865                                              | Tunnelartige Unterführung von hufeisenförmigem Querschnitt, verkehrsgeschichtlich und baugeschichtlich von Bedeutung. | 08961746 |
|                                         | Aquädukt über die Zschopau | Waldkirchener Straße (Karte)                            | 1905–1907                                            | In fünf Bögen die Zschopau überspannende Wasserleitung, steinverkleidet, Teil der Chemnitzer Wasserversorgung, baugeschichtlich und technikgeschichtlich von Bedeutung. Wasserrinne in den 1920er Jahren überbaut, holzverschalt mit schiefergedecktem Satteldach, mittlere Pfeiler vermutlich in jüngster Zeit überformt. | 08961747 |
| Direkt Bild zu diesem Denkmal hochladen | Meilenstein, zum Kilometerstein umgearbeitet | Waldkirchener Straße (Karte)                            | 2. Hälfte 19. Jahrhundert (Stationsstein)            | Stationsstein, verkehrsgeschichtlich von Bedeutung. | 09300719 |
| Direkt Bild zu diesem Denkmal hochladen | Eisenbahnbrücke über die Zschopau mit flankierenden Böschungsmauern | Waldkirchener Straße (Karte)                            | um 1865                                              | In Bruchstein gemauerte Segmentbogenbrücke auf in Flussmitte angeordnetem Pfeiler, baugeschichtlich und technikgeschichtlich von Bedeutung. | 08961743 |
| Direkt Bild zu diesem Denkmal hochladen | Brauerei mit Böschungsmauer und Einfriedung | Waldkirchener Straße 2 (Karte)                          | 1864                                                 | Sehr markanter kleinstädtischer Brauereibau mit bemerkenswerten baulichen Resten der Brauereiausstattung, von industrie-, technik- und stadtgeschichtlichem Interesse als frühes Beispiel kleinstädtischen industriellen Brauens. Brauerei 1864 nach Plänen des auf Brauerei- und Mälzerei-Anlagen spezialisierten Chemnitzer Architekten und Brauerei-Ingenieurs A. Einenkel für die Städtische Braugenossenschaft errichtet. - Breit gelagerter, ein- bis zweigeschossiger Putzbau mit Natursteingewänden und je nach ursprünglich dahinter befindlichen Funktionseinheiten variierenden Fensterformen. Im Hauskeller böhmische Kappengewölbe, steinerne Treppe bis in das Dachgeschoss, kräftig dimensioniertes Holztragwerk im Obergeschoss, Dachtragwerk als doppelt stehender Stuhl, darüber einheitliches Satteldach mit mannshohem Lüftungsreiter über die gesamte Gebäudelänge. - Im kräftig vorspringenden, bis zum First reichenden turmartigen Mittelbau befand sich straßenseitig die Malzdarre (Doppeldarre) und hofseitig das Treppenhaus, während hinter den hohen Fenstern des Südflügels ursprünglich die Sudanlage eingerichtet war. Weiterhin sind rückwärtig im rechten Winkel zum Gebäude und außerhalb seiner Umfassungsmauern zwei große, parallel angeordnete Tonnengewölbe mit einem verbindenden Vorraum angelegt, die inzwischen vollständig im Erdreich liegen. - Bauliche Reste der Brauereiausstattung im Darreturm: Durchlässiges Bodenrost, Einlässe und Reste des runden Abzugs für Heißluft, weitere Belüftungsöffnungen in den Wänden, Eisentüren, ein ehemaliger Sackaufzug, zugesetzte Lüftungs- und Schüttöffnungen im Dielenboden oder in den Seitenwänden sowie Jalousieöffnungen im Dachreiter. Inzwischen seltener Gebäudetyp einer kleinstädtischen Brauerei in bemerkenswerter baulicher Authentizität, von industrie- und technikgeschichtlicher sowie stadtgeschichtlicher Bedeutung. | 08961676 |
| Direkt Bild zu diesem Denkmal hochladen | Stadtbücherei (heute Kindergarten) | Waldkirchener Straße 19 (Karte)                         | 1920                                                 | Qualitätvoller Vertreter der Reformarchitektur, markanter, für das Ortsbild wichtiger Dachreiter, Bibliothek von der Industriellenfamilie Bodemer gestiftet, baugeschichtlich und sozialgeschichtlich von Bedeutung. Eingeschossiger Putzbau, Originalputz verloren, Sockel schieferverkleidet, qualitätvolle Porphyrelemente, Walmdach mit hohem Dacherker, mittiger, schieferverkleideter Dacherker, im Innern Reste der ursprünglichen Ausstattung. | 08961680 |
| Direkt Bild zu diesem Denkmal hochladen | Gasthaus | Waldkirchener Straße 70 (Karte)                         | um 1870                                              | Historisches Ausflugslokal mit markantem Eckturm, baugeschichtlich und ortsgeschichtlich von Bedeutung. Zweigeschossiger Putzbau, asymmetrischer Baukörper, Gesimsgliederung, Ecklisenen, angedeutete Rustika, Turm mit gekuppelten Rundbogenfenstern, Satteldach mit breitem Überstand, rückwärtig beeinträchtigt durch zwei Breitfenster, 1998 noch mit Originalfenstern und -tür. | 08961749 |
| Direkt Bild zu diesem Denkmal hochladen | Frei stehendes Wohnhaus in Ecklage mit Böschungsmauer | Wiesenstraße 2                                          | bezeichnet 1826                                      | Stattlicher Wohnbau mit mächtigem Schopfwalmdach in dominanter Lage am Eingang der Wiesenstraße, baugeschichtlich von Bedeutung. - Zweigeschossiger Mauerwerksbau: Bruchsteinmauerwerk, verputzt, Porphyrgewände, Portal mit Eckrosetten und vorkragender Verdachung, darüber Inschrift: „Der Brand der zehrte mich/ jetzt aber wird ich neu/ O Herr ich hoff auf dich/ Gelobt sey deine Treu/ am 14. Oktober 1825./ 1826“, Fenster erneuert, Krüppelwalmdach, jeweils zwei Dachhechte an der Straßen- und Hofseite, - Im Innern: Linke Haushälfte im Erdgeschoss kleiner Raum mit Kappengewölbe, rechte Haushälfte im Erdgeschoss tonnengewölbter Raum, alle Fensterlaibungen mit Korbbögen abschließend, im Hausflur eine Säule am Treppenaufgang, teilunterkellert, einläufige Kellertreppe, verschiedene Nischen für Licht, ein tonnengewölbter Kellerraum, Kehlbalkendach mit stehendem Stuhl, gezapfte Holzverbindungen, Hoftür mit schlichter Natursteinfassung, - Böschungsmauer vor dem Haus in Bruchsteinmauerwerk, ursprünglich Haus eines Gerbers. | 08961450 |
| Direkt Bild zu diesem Denkmal hochladen | Wohnhaus in geschlossener Bebauung | Wiesenstraße 3 (Karte)                                  | 18. Jahrhundert                                      | Kleiner vorstädtischer Wohnbau mit hoch aufragendem Mansarddach, vermutlich einer der ältesten Bauten der Nachbarschaft, baugeschichtlich von Bedeutung. Zweigeschossiger Mauerwerksbau, verputzt, Portal überformt, leichte Beeinträchtigung des hohen Mansarddaches durch breiten Aufbau breiten Aufbau, Fenster- und Türöffnungen beibehalten, Gewände nicht erhalten, alle Fensterlaibungen mit Korbbögen abschließend. | 08961452 |
| Direkt Bild zu diesem Denkmal hochladen | Frei stehendes Wohnhaus mit Böschungsmauer | Wiesenstraße 4 (Karte)                                  | 1. Drittel 19. Jahrhundert                           | Schlichter Wohnbau mit mächtigem Schopfwalmdach, Stichbogenportal mit Schlussstein, Zahnschnitt und vorkragender Verdachung, vermutlich ehemals zu Nummer 2 gehörig, baugeschichtlich von Bedeutung. Zweigeschossig, verputzt, Erdgeschoss Bruchsteinmauerwerk, Obergeschoss beide Traufseiten und eine Giebelseite noch Fachwerk mit Verkleidung, alle Fensterlaibungen im Erdgeschoss mit Korbbögen abschließend, Haus nicht unterkellert, ein kleines Kellerloch, keine Gewölbe, Dachstuhl original erhalten, Dach ohne Aufbauten (1998), vor dem Haus Böschungsmauer in Bruchsteinmauerwerk. | 08961451 |
| Direkt Bild zu diesem Denkmal hochladen | Wohnhaus mit ehemaliger Schmiedewerkstatt in geschlossener Bebauung | Wiesenstraße 9 (Karte)                                  | 1. Hälfte 19. Jahrhundert                            | Charakteristischer kleiner Wohnbau mit integrierter Werkstatt, typisch für vorstädtische Bebauung an der Wiesenstraße, baugeschichtlich und ortsgeschichtlich von Bedeutung. Anderthalbgeschossiger Mauerwerksbau, verputzt, Satteldach mit Schieferdeckung, breite Toröffnung mit Tor der 1930er Jahre, doppelachsiger Dacherker, originale Eingangstür, rückwärtig ebenfalls Originaltür mit seltenen Bändern und Türriegel aus Zeit um 1800, denkmalgerechte Holzfenster, im Erdgeschoss alle Fensterlaibungen mit Korbbögen abschließend, ebenso Ausgleichsbögen mit Korbbögen, ursprünglich eingeschossiges Wohnhaus, Ende 19. Jahrhundert Umbau im Erdgeschoss zur Schmiedewerkstatt, dabei Entfernen der Zwischenwände, Einzug eines Eisenunterzuges (Doppel- T-Träger), gestützt von gusseiserner Säule, weiterhin Einbruch eines großen Holztores, Haus wurde aufgestockt, dort an hinterer Hausseite durchgehender Flur, an anderer Traufseite drei Zimmer, jeweils durch Tür miteinander verbunden, alle Zimmertüren aus Bauzeit Obergeschoss original erhalten, Treppenanbau erfolgte 1889 zur gleichen Zeit – typisches Beispiel eines vorstädtischen Wohn- und Handwerkshauses | 08961447 |
| Direkt Bild zu diesem Denkmal hochladen | Wohnhaus in halboffener Bebauung mit Böschungsmauer | Wiesenstraße 12 (Karte)                                 | 1. Hälfte 19. Jahrhundert                            | Vorstädtischer Wohnbau mit hohem Satteldach, baugeschichtlich von Bedeutung. Zweigeschossiger Mauerwerksbau, verputzt, fünf Achsen breit, Porphyrgewände, Portal mit geradem Abschluss, alte Kastenfenster, keine Dachaufbauten (1998). | 08961444 |
| Direkt Bild zu diesem Denkmal hochladen | Wohnhaus und Scheune in halboffener Bebauung | Wiesenstraße 15 (Karte)                                 | 1. Drittel 19. Jahrhundert                           | Bemerkenswerte Häusergruppe, die Scheune mit sichtbarer Fachwerkkonstruktion im Obergeschoss und Kreuzstockfenstern (1998), bestimmende Lage im Ortsbild, baugeschichtlich und wirtschaftsgeschichtlich von Bedeutung. - Scheune: Zweigeschossig, Erdgeschoss Bruchsteinmauerwerk, Einfahrt an der Stirnseite mit Korbbogen und Schlussstein, altes Tor, Obergeschoss und Giebel in Fachwerk, rückwärtig teilweise deutlich vorkragend, drei Kreuzstockfenster, hohes Satteldach, zum Wohnhaus vermittelt straßenseitig hohe Holzwand, rückseitig zweigeschossiger Verbindungsbau mit Pultdach, - Wohnhaus: Zweigeschossiger Mauerwerksbau, Erdgeschoss Bruchsteinmauerwerk, Obergeschoss nach 1869 Ziegelmauerwerk, davor vermutlich Fachwerk, verputzt, fünf Achsen breit, Porphyrgewände, Portal überformt, asymmetrisches, rückseitig wohl verlängertes Satteldach, keine Dachaufbauten, alte Holzfenster, Wohnhaus teilunterkellert mit tonnengewölbtem Keller, Fensterlaibungen durch Korbbögen abschließend, keine gewölbten Räume im Innern, historischer Dachstuhl erhalten, einer der letzten erhaltenen Bauernhöfe innerhalb der Stadt. | 08961442 |
| Direkt Bild zu diesem Denkmal hochladen | Wohnhaus in geschlossener Bebauung mit Böschungsmauer | Wiesenstraße 16 (Karte)                                 | um 1800                                              | Kleiner vorstädtischer Wohnbau mit hohem Satteldach, weitestgehend unverändert, baugeschichtlich von Bedeutung. Zweigeschossiger Mauerwerksbau, Erdgeschoss Bruchsteinmauerwerk, Obergeschoss an Straßentraufseite massiv, vermutlich ursprünglich Fachwerk, Hoftraufseite im Obergeschoss Fachwerk, Straßentraufseite verputzt mit vier Achsen, Portal mit Porphyrgewände und vorkragender Verdachung, alte Kastenfenster, keine Dachaufbauten, im Innern guter Originalbestand (1998): Fensterlaibungen mit Korbbögen abschließend, im Erdgeschoss Abstellraum mit alter Brettertür und Ziegelpflasterung, zwischen Erdgeschoss und Obergeschoss alte Holzstiege mit Einschubbrettern, im Obergeschoss eine Rahmenfüllungstür erhalten, zwischen Obergeschoss und Dachgeschoss Bodenstiege original, Kehlbalkendach mit seitlichen Pfetten (Unterzügen), Hoftraufseite im Obergeschoss Fachwerk, Haus nicht unterkellert. | 08961445 |
| Direkt Bild zu diesem Denkmal hochladen | Wohnhaus in halboffener Bebauung | Wiesenstraße 17 (Karte)                                 | um 1800                                              | Stattlicher Wohnbau mit hohem Satteldach, Portal mit Schmuckrosetten und Schlussstein, baugeschichtlich von Bedeutung. Zweigeschossiger Mauerwerksbau, verputzt, Porphyrgewände, sechs Achsen breit, keine Dachaufbauten (1998), auf der Giebelseite Kreuzstockfenster, rückwärtig zweigeschossiger Anbau. | 08961428 |
| Direkt Bild zu diesem Denkmal hochladen | Türportal eines Wohnhauses | Wiesenstraße 22 (Karte)                                 | bezeichnet 1839                                      | Aufwändig gestaltetes, in Zschopau seltenes Portalgewände, baugeschichtlich von Bedeutung. Portal mit Kapitellen und vorkragender Verdachung sowie Schriftfläche, Kapitelle mit Akanthusblättern dekoriert, Porphyrtuff. | 08961446 |
| Direkt Bild zu diesem Denkmal hochladen | Wohnhaus in halboffener Bebauung | Wiesenstraße 25 (Karte)                                 | 18. Jahrhundert                                      | In markanter Lage am Ende einer Zeile, baugeschichtlich von Bedeutung. Zweigeschossiger Mauerwerksbau, verputzt, Porphyrgewände, fünf Achsen breit (eine Achse verputzt), Segmentbogenportal mit Schlussstein, kleine Kastenfenster, hohes Satteldach, im Innern guter Originalbestand, Fensterlaibungen durch Korbbögen abschließend, Stiege zwischen Obergeschoss und Dachgeschoss bauzeitlich mit Einschubbrettern, Kehlbalkendach mit einfach stehendem Stuhl, im Haus lebten ursprünglich drei Leineweberfamilien, im Anbau tonnengewölbter Keller, ursprünglich waren an den Fensteröffnungen im Erdgeschoss Fensterläden befestigt, die Kloben sind heute noch erhalten (1998). | 08961440 |
| Direkt Bild zu diesem Denkmal hochladen | Wohnhaus in geschlossener Bebauung | Wiesenstraße 27 (Karte)                                 | 18. Jahrhundert                                      | Charakteristischer kleiner Wohnbau, eingeschossig mit hohem Satteldach, baugeschichtlich von Bedeutung. Mauerwerksbau, alte Kastenfenster, Portal überformt. | 08961439 |
| Direkt Bild zu diesem Denkmal hochladen | Wohnhaus in halboffener Bebauung mit Böschungsmauer | Wiesenstraße 28 (Karte)                                 | um 1800                                              | Vorstädtischer Wohnbau, im Obergeschoss verputzte Fachwerkkonstruktion, baugeschichtlich von Bedeutung. Zweigeschossig, Erdgeschoss gemauert, Obergeschoss Fachwerk mit Ziegelausfachung verputzt, sechs Achsen breit, Portal mit Porphyrgewände und vorkragender Verdachung, mäßig steiles Satteldach ohne Aufbauten, Kastenfenster, ehemaliges Leineweberhaus, im Innern guter Originalzustand, nicht unterkellert, alte Holztüren mit Langbändern und eine Rahmenfüllungstür erhalten, in Obergeschoss führt einläufige gewendelte Steintreppe, Deckenhöhe im Obergeschoss teilweise 1,67 Meter, dort auch originale Zimmertüren. | 08961443 |
| Direkt Bild zu diesem Denkmal hochladen | Treppe mit Geländer | Wiesenstraße 31 (Karte)                                 | um 1900                                              | Nachträglich in das Haus eingebaute, aufwändig gestaltete Eisentreppe zwischen Erdgeschoss und Obergeschoss eines älteren Wohnhauses, handwerklich-künstlerisch von Bedeutung. Treppe aus Eisenguss mit ornamental durchbrochenen Setzstufen und kunstvoll verziertem Eisengeländer, in Zschopau wenige vergleichbare Treppen erhalten. | 08961438 |
| Direkt Bild zu diesem Denkmal hochladen | Wohnhaus in geschlossener Bebauung | Wiesenstraße 70 (Karte)                                 | 1. Drittel 19. Jahrhundert                           | Charakteristischer vorstädtischer Wohnbau, Originaltür (1998), baugeschichtlich von Bedeutung. Zweigeschossiger Mauerwerksbau, verputzt, Porphyrgewände, sechs Achsen breit, Portal mit vorkragender Verdachung, mäßig steiles Satteldach mit Schieferdeckung ohne Aufbauten, Kastenfenster (1998). | 08961429 |
| Direkt Bild zu diesem Denkmal hochladen | Wohnhaus in geschlossener Bebauung | Wiesenstraße 78 (Karte)                                 | um 1830                                              | Stattlicher vorstädtischer Wohnbau mit hohem Satteldach, baugeschichtlich von Bedeutung. Zweigeschossiger Mauerwerksbau, verputzt, sechs Achsen breit, Porphyrgewände, Portal mit Zahnschnitt und vorkragender Verdachung, Kastenfenster, alte Tür (1998), Schieferdeckung, drei Dachhäuschen. | 08961431 |

## Krumhermersdorf
| Bild                                    | Bezeichnung | Lage                            | Datierung                 | Beschreibung | ID       |
| --------------------------------------- | --- | ------------------------------- | ------------------------- | --- | -------- |
| Direkt Bild zu diesem Denkmal hochladen | Wohnstallhaus und Seitengebäude eines Bauernhofes                                                                       | Am Sportplatz 12 (Karte)        | um 1800                   | Bäuerliche Hofanlage von baugeschichtlichem Wert, da noch als ländliches Ensemble erfahrbar. Wohnstallhaus: massiv, zweigeschossig, Schopfwalmdach, Scheunen verbrettert. | 08964714 |
| Direkt Bild zu diesem Denkmal hochladen | Scheune | An der Kirche 2 (Karte)         | um 1800                   | Große, original erhaltene bruchsteinerne Scheune in ortsbildprägender Lage, baugeschichtlich von Bedeutung. Zweigeschossige Scheune, komplett aus Bruchstein gemauert, originale Gewände aus Porphyr, Schopfwalmdach, ebenerdige Einfahrt mit Korbbogen und Porphyrgewände. | 08964711 |
|                                         | Kirche (mit Ausstattung), Kirchhof mit Einfriedung, zwei Grabmale und Denkmal für die Gefallenen des Ersten Weltkrieges | An der Kirche 3 (Karte)         | 1756                      | Einschiffige Kirche mit Holzdecke, westlicher, ortsbildprägender Turm, vom älteren Bau ist das spitzbogige Westportal erhalten (14. Jahrhundert), baugeschichtlich und ortsgeschichtlich von Bedeutung. - Kriegerdenkmal: zu Ehren der Gefallenen des Ersten Weltkrieges, auf zweistufigem, quadratischem Sockel stehende Stele mit Lorbeerkranz und gekreuzten Schwertern, bekrönt von einem Kreuz, Schrift verwittert, Sandstein, - Grabmal Christiane W. Richter im Reformstil mit Christusfigur (um 1908), - Barockes Sandsteingrabmal für Christian Peter Stieglitzen, Inschrift auf Bronzeplatte schwer leserlich, steinernes Lammrelief als Bekrönung, zirka 1757, - „Sauglocke“ im Glockenstuhl der Kirche, wurde wahrscheinlich 1636 in dem Waldstück „Kirchhof“ gefunden und stammt aus dem Nachbarort Bertelsdorf, der im Dreißigjährigen Krieg niederbrannte, Glocke ist vermutlich sehr alt, da Glocken ohne Inschrift nur vor dem Jahr 1000 hergestellt wurden, seit 1945 im Besitz der Kirchengemeinde Krumhermersdorf. - Kelch mit Hostienteller: Inschrift „1701“ - Taufbecken aus Zinn: Gravur Jahreszahl „1684“ | 08964715 |
| Direkt Bild zu diesem Denkmal hochladen | Wohnhaus | An der Kirche 5 (Karte)         | bezeichnet 1735           | Putzbau mit markantem Walmdach, baugeschichtlich von Bedeutung. Zweigeschossig, originale Fenstergewände, repräsentativer Türstock mit zweiflügeliger Tür. | 08964719 |
| Direkt Bild zu diesem Denkmal hochladen | Wohnhaus, Scheune und Einfriedungsmauer                                                                                 | Hauptstraße 15 (Karte)          | um 1930                   | Original erhaltenes, qualitätvolles Wohnhaus mit zahlreichen Baudetails, Zeugnis der Bauweise um 1930, baugeschichtlich von Bedeutung. Am Hang liegend, ein- und zweigeschossig, hohes Satteldach, Grundstück zum Teil von Mauer gefasst, Dacherker mit Holzverkleidung. | 08964721 |
| Direkt Bild zu diesem Denkmal hochladen | Wohnhaus | Hauptstraße 71 (Karte)          | Mitte 19. Jahrhundert     | Fachwerkbau mit originaler Schieferverkleidung, bildprägend durch das Schieferornament am Nord- und Südgiebel und im Obergeschoss, baugeschichtlich von Bedeutung. Zweigeschossig, Erdgeschoss massiv, Erdgeschoss modern verkleidet, Obergeschoss mit originaler Schieferverkleidung. | 08964713 |
| Direkt Bild zu diesem Denkmal hochladen | Wohnstallhaus, Scheune und Wasserhaus eines Bauernhofes                                                                 | Hauptstraße 94 (Karte)          | 18. Jahrhundert           | Fachwerkobergeschoss, Gewölbekeller sowie Fachwerkscheune, baugeschichtlich und wirtschaftsgeschichtlich von Bedeutung. - Wohnstallhaus: Erdgeschoss massiv, Obergeschoss Fachwerk verputzt, Giebelseite Fachwerk verkleidet, Satteldach, wenig Überformungen, - Scheune: Bruchsteinsockel, darüber Fachwerk, Scheunenanbau von 1860 (Auskunft Eigentümer), - Wasserhaus: Eingeschossiger Putzbau mit Satteldach. | 08964727 |
| Direkt Bild zu diesem Denkmal hochladen | Westliches Auszugshaus und Scheune eines Bauernhofes                                                                    | Hauptstraße 100 (Karte)         | Ende 18. Jahrhundert      | Original erhaltenes Gebäude eines Dreiseithofes, Auszugshaus mit Fachwerkobergeschoss und originaler Verkleidung, baugeschichtlich und wirtschaftsgeschichtlich von Bedeutung. - Auszugshaus: Erdgeschoss massiv, Obergeschoss Fachwerk, verkleidet, Schopfwalmdach, - Scheune: Lang gestreckter Bau mit steinernem Sockel, darüber verbretterte Holzkonstruktion, Satteldach. | 08964726 |
| Direkt Bild zu diesem Denkmal hochladen | Wohnhaus | Hohndorfer Straße 6 (Karte)     | 1. Hälfte 19. Jahrhundert | Original erhaltener Fachwerkbau, baugeschichtlich und straßenbildprägend von Bedeutung. Am Hang liegend, zur Straße hin eingeschossig, bruchsteinerner Sockel, darüber Fachwerk mit Ziegel ausgemauert. | 08964724 |
|                                         | Aquädukt über den Krumhermersdorfer Bach und Wasserhäuschen                                                             | Waldkirchener Straße (Karte)    | 1905–1907                 | Imposante Wasserbaubrücke, baugeschichtlich, technikgeschichtlich und ortsbildprägend von Bedeutung. Dient der Trinkwasserzuführung von den Neunzehnhainer Talsperren nach Chemnitz. Gesamtlänge der Überleitung: 13,17 km, davon 9,83 km Stollen, 2,26 km Kanäle, 1,08 km Rohrleitungen; zwei Brücken zum Überqueren des Tales in Krumhermersdorf und Zschopau, Brückenhöhe 11,5 m. | 08964717 |
| Direkt Bild zu diesem Denkmal hochladen | Villa | Waldkirchener Straße 14 (Karte) | um 1910                   | Repräsentative Fabrikantenvilla, baugeschichtlich und ortsgeschichtlich von Bedeutung. Zweigeschossiger Putzbau über Natursteinsockel, runder Eckerker mit zeittypischem Putzornament, Schopfwalmdach. | 08964728 |

## Wilischthal
| Bild                                    | Bezeichnung                                                        | Lage                              | Datierung    | Beschreibung | ID       |
| --------------------------------------- | ------------------------------------------------------------------ | --------------------------------- | ------------ | --- | -------- |
| Direkt Bild zu diesem Denkmal hochladen | Wegestein                                                          | Scharfensteiner Straße (Karte)    | um 1870      | Dreiseitiger, halbrund abschließender Stein mit Wegweisern an einer Straßengabelung. | 08961754 |
| Weitere Bilder                          | Straßenbrücke über die Wilisch                                     | Scharfensteiner Straße (Karte)    | um 1910      | Einfache Segmentbogenbrücke mit markanter Rustika, Originalgeländer, baugeschichtlich und technikgeschichtlich von Bedeutung. | 08961755 |
| Weitere Bilder                          | Eisenbahnbrücke der Wilischthaler Schmalspurbahn über die Zschopau | Scharfensteiner Straße            | um 1885      | Bemerkenswertes Brückenbauwerk, Stahlfachwerkträger auf in Flussmitte angeordnetem Rundpfeiler, baugeschichtlich, technikgeschichtlich und ortsgeschichtlich von Bedeutung. Schmalspurbahn 1886 in Betrieb genommen, östliches Auflager in Bruchstein mit Rundbogen.                | 08961752 |
|                                         | Straßenbrücke über die Zschopau und über eine Eisenbahnstrecke     | Scharfensteiner Straße            | um 1910      | Imponierende, weit gespannte Bogenbrücke, Entlastungsbögen in den Zwickeln, markante Rustika, Originalgeländer, baugeschichtlich, technikgeschichtlich und straßenbildprägend von Bedeutung. Drei weitere gestelzte Bögen am östlichen Zschopauufer.                                | 08961756 |
| Direkt Bild zu diesem Denkmal hochladen | Straßenbrücke (am Bahnhof) über die Zschopau                       | Scharfensteiner Straße (Karte)    | um 1865      | In Bruchstein gemauerter Brückenbau, zwei niedrige Segmentbögen auf in Flussmitte angeordnetem Pfeiler, baugeschichtlich und technikgeschichtlich von Bedeutung. Analog zu den gleichzeitig ausgeführten Brücken der Eisenbahnlinie gestaltet                                       | 08961753 |
| Direkt Bild zu diesem Denkmal hochladen | Villa                                                              | Scharfensteiner Straße 13 (Karte) | 1920er Jahre | Qualitätvoller Putzbau, Obergeschoss in Holzkonstruktion, baugeschichtlich von Bedeutung. Zweigeschossig mit Sockelgeschoss, Erdgeschoss gemauert, symmetrische Eckerker, Obergeschoss Schindel verkleidet, Walmdach, markante Dachaufbauten, Fensterläden, Originalfenster (1998). | 08961757 |